# Дністер
Дністе́р (рум. Nistru; антична назва — дав.-гр. Τύρας, лат. Tyras, д.-рус. Дънѣстръ) — річка на південному заході України та в Молдові (частково на кордоні обох країн).
При впаданні до Чорного моря утворює Дністровський лиман. друга за довжиною в межах України (після Дніпра) та дев'ята в Європі.
Від Галича до Хотина річка утворює Дністровський каньйон, який з 2008 року внесено до списку семи природних чудес України.
Дністер у середній течії слугує історичним кордоном між давніми культурно-етнографічними регіонами Буковиною та Галичиною, у середній та нижній — між Поділлям та Бессарабією.

## Загальна характеристика
Довжина річки 1 362 км (в Україні — 925 км), площа басейну 72 100 км². Середня річна витрата води в гирлі 313 м³/с, річний стік — бл. 10 км³. Середній похил річки 0,56 м/км.
Дністер у верхній частині (у межах Українських Карпат) — типова гірська річка з вузькою й глибокою долиною. На рівнину виходить нижче міста Старого Самбора. Звідти й до гирла Дністер має рівнинний характер. Долина стає широкою (до 13 км). Нижче міста Галича долина знову звужується — тут річка тече між Подільською височиною та підкарпатськими височинами, а також Хотинською височиною. У пониззі річка виходить на Причорноморську низовину, тут ширина її долини становить 16—22 км.
Швидкість течії (в межень) у гірських районах становить 0,3—2 м/с, у середній течії, у межах Дністровського каньйону, 0,5—1 м/с (у повноводдя — 1,5—2 м/с), у пониззі — до 0,7 м/с.
Заплава Дністра (у межах Верхньодністровської улоговини та в пониззі) розчленована багатьма старицями й протоками (наприклад рукав Турунчук), гирло заросло очеретом (Дністровські плавні). Ширина долини біля гирла — 16—22 км, у середній течії долина неширока, звивиста, багата на мальовничі краєвиди.
Живлення Дністра — мішане, з переважанням снігового. Характерні весняна повінь і осінні дощові паводки.
Мінералізація води Дністра зростає вниз за течією від 300 до 450 мг/дм³.
Льодовий режим нестійкий.
Басейн річки лежить у межах трьох країн: Польщі, України та Молдови. Більша його частина розташована в Україні. Тут він займає значну частину територій семи областей південно-західної України (Львівська, Івано-Франківська, Чернівецька, Тернопільська, Хмельницька, Вінницька та Одеська області). У Молдові басейн Дністра охоплює східні та північно-східні райони республіки і займає її більшу частину (59 %). У Польщі розташована лише невелика частина басейну — його північно-західні околиці (верхів'я двох лівих карпатських приток Дністра — Стривігору і Мшанки).

## Походження назви
Походження назви остаточно не з'ясовано. Існує вона з давніх-давен. Різні народи і племена, пересуваючись у басейні річки, по-новому сприймали назву й щоразу її видозмінювали.
Річка вперше згадується Геродотом у V ст. до н. е. як прикордонна зі Скіфією річка під назвою «Тірас» (Tyras). Таку ж назву мало давньогрецьке місто (Тірас, Тіра) в гирлі Дністра, на західному березі його лиману (від цього античного гідроніма походить також назва міста Тирасполь). Пізніше Страбон і Птоломей називали її скіфською назвою Тірас. Цей давній термін походить від іранського прикметника «швидкий» (курдського «дикий, неприборканий»).
Сучасна назва вперше згадується в IV ст. Амміаном Марцелліном як Danastius. Походження цієї назви дослідники виводять по-різному. Одна з імовірних версій: назва походить від давньоіранських слів «да», «до», «ду». Поняття «річка» в давнину позначалось парою праіндоєвропейських односкладових слів «да на» (тече тут), «до на» (протікає тут), «ду на» (протікає всередині тут). Звідси походить перша частина слова — «Дн-». Готський історик Йордан називає річку Danaster. Тут Danastris розглядається як двочленна назва, що становить сполучення двох апелятивів — дан + стрий. У нижній течії річка мала назву Дон у значенні «вода», «річка»; пор.: Дон, Донець, Дніпро (Данапріс), Дунай (нім. Donau), а в верхній — Стрий, що означає «швидкий». Таке тлумачення підтримує більшість дослідників. Скіфи говорили щось на зразок «don Istros», як ми говоримо: «річка Дніпро» чи «річка Дністер». Згодом це словосполучення злилося в одне слово. Дослідники припускають, що слово Істрос мовою фракійців також означало «швидкий», тобто те, що й Тірас мовою скіфів. Молдовани й румуни здавна називали річку Ністру. У стародавній Русі річка спочатку була відома як Дьністрь. Ця назва, як первинна, зайшла і в Україну. Згодом тут вона стала відома як Дністр, Дністер, паралельна під молдавським впливом — Ністр. Отже, назва Дністер не скіфська, як це тлумачили деякі дослідники, а доскіфська. Сучасний фонетичний вигляд Дністер належить мові слов'ян. У місцевого (у вузькому розумінні) населення Дністер відомий ще під назвою Берег.
Українська народна етимологія пов'язує назву річки зі словосполученням «дні стер».
Існує легенда, за якою на місці річки був невеликий струмок, уздовж якого жили люди. Вони вели свій календар, позначаючи дні на прибережному піску.

Але одного разу струмок розлився й затопив береги. Коли зранку вода зійшла, вийшли люди на берег, а їхніх позначок на піску нема.

— Хто дні стер? — бідкались люди, і самі відповідали:

— Та хто?! Струмок дні стер.

З того часу так і стали називати струмок, який дні стер — Дністер.

## Розташування

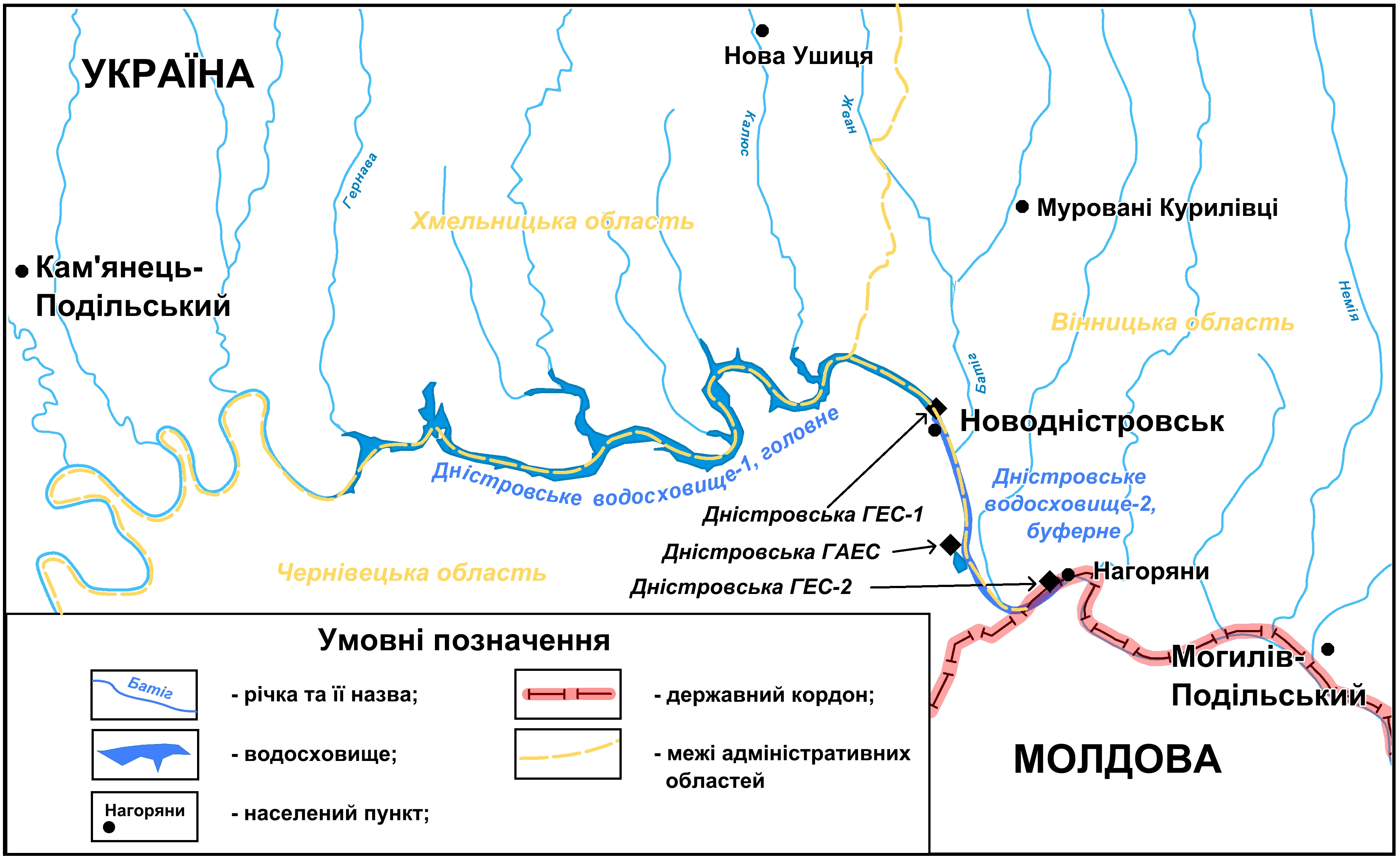
Картосхема середньої частини р. Дністер

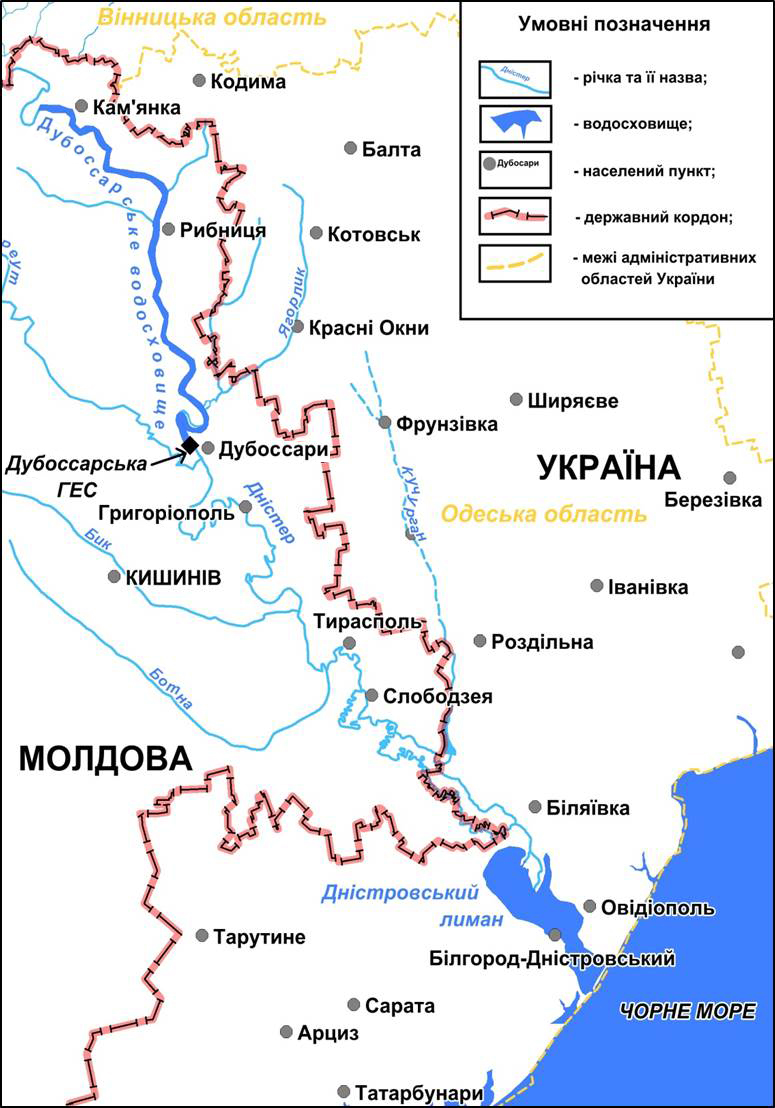
Картосхема нижньої частини р. Дністер

Витік Дністра розташований біля села Вовчого Самбірського району Львівської області. Спершу річка (у вигляді невеликого потічка) тече на південний захід, далі — на північний захід, невдовзі повертає на північ та (місцями) північний схід. Від міста Старого Самбора тече переважно на північний схід. Нижче міста Самбора, неподалік від села Чайковичі, річка повертає на південний схід і тече в цьому напрямку аж до свого гирла (за винятком південної межі Хмельницької області, вздовж якої вона тече переважно у східному напрямку). Впадає до Дністровського лиману на південь від села Маяків, що в Одеському районі Одеської області, та на північний схід від смт Затоки води Дністра через вузьку протоку вливаються в Чорне море.

### Між Україною та Молдовою
Від села Козлова (Могилів-Подільський район, Вінницька область) до села Німереуки (Сороцький район, Молдова) по Дністру проходить державний кордон між Україною та Молдовою. Далі річка тече територією Молдови. Від села Пуркара (Штефан-Водський район, Молдова) до села Паланки річка знову є кордоном між двома державами. Нижче села Паланки Дністер тече територією України.

## Фізична географія
Дністер починається з невеликого джерела, розташованого в південній частині масиву Верхньодністровські Бескиди (Українські Карпати), на південний захід від гори Розлуч, на висоті 818 м над рівнем моря. Від витоків до міста Старого Самбора річка в'ється серед карпатських гір, далі тече рівнинними теренами України та Молдови.

### Від джерела до моря
Річку можна поділити на три частини: гірську — Карпатську, середню — Подільську і долішню — Причорноморську.

#### Дністер у Карпатах
Тут (упродовж приблизно 50 км) Дністер є типово гірською річкою: зі швидкою течією, численними перекатами, порогами і кам'янистим дном та берегами. Долина V-подібна, глибока (80—100 м), ширина річища до 40 м. Похил річки в межах Карпат — понад 3 м/км. Нерідко бувають руйнівні паводки. Річка несе багато уламкового матеріалу — гальки, щебеню (місцевою говіркою — шутер).

#### Середній Дністер
Нижче міста Старого Самбора Дністер виходить на рівнину — Верхньодністровську улоговину. Течія сповільнюється (особливо нижче Самбора). Похил річки значно зменшується, береги стають низькими, заплава в багатьох місцях заболочена. Тут річка утворює численні розгалуження, острівці. Дно мулисте, різко зменшується прозорість води.
Нижче гирла річки Свічі береги долини Дністра стають вищими, а течія знову швидкою. Нижче гирла річки Бистриці починається дуже цікавий і мальовничий відтинок річки — Дністровський каньйон. Тут береги дуже високі, круті, місцями обривисті. Річка дуже меандрує, деякі її вигини простягаються навіть на 10 км.
Відомий письменник і етнограф О. С. Афанасьєв (Чужбинський), який у середині XIX століття побував на Кам'янеччині, у своїх «Нарисах Дністра», виданих 1863 року, писав, що він не знає нічого мальовничішого, ніж долина цієї річки:
|  | Кам'яні скелі різноманітних форм і дерева в незлічених комбінаціях безперервно змінюють ландшафт, і чи нависне над кручею дикий ліс, чи стеляться виноградники, всюди бачиш закінчену картину, що має свій особливий колорит… Деякі місця на Дністрі такі гарні, що просяться на полотно і з нетерпінням чекають талановитого пейзажиста. |

Середній Дністер простягається до міста Тирасполя. Тут, у межах Молдови, його правий берег також дуже високий, однак не такий, як у Дністровському каньйоні.

#### Нижній Дністер
У пониззі річка тече здебільшого територією південно-східної Молдови. Тут правий берег Дністра все ще високий, але поступово знижується. Течія уповільнюється, з'являються рукави, досить великі острови й заплавні озера. Ближче до гирла (у межах Одеської області України) долина річки стає дуже обводненою й заболоченою. Тут Дністер виходить на Причорноморську низовину. З'являються плавні, подібні до Дніпровських.

## Притоки

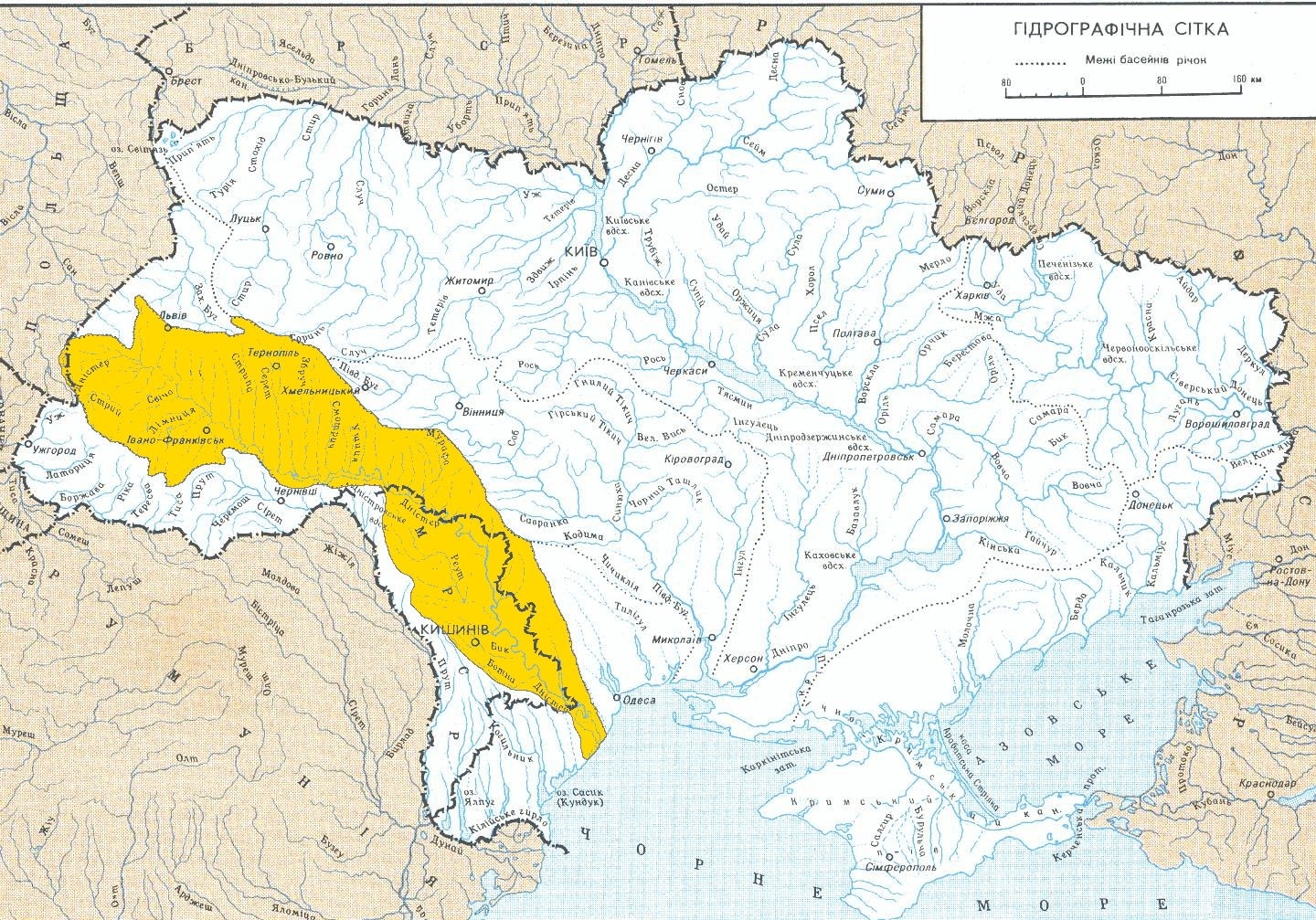
Басейн Дністра на гідрографічній мапі України та Молдови
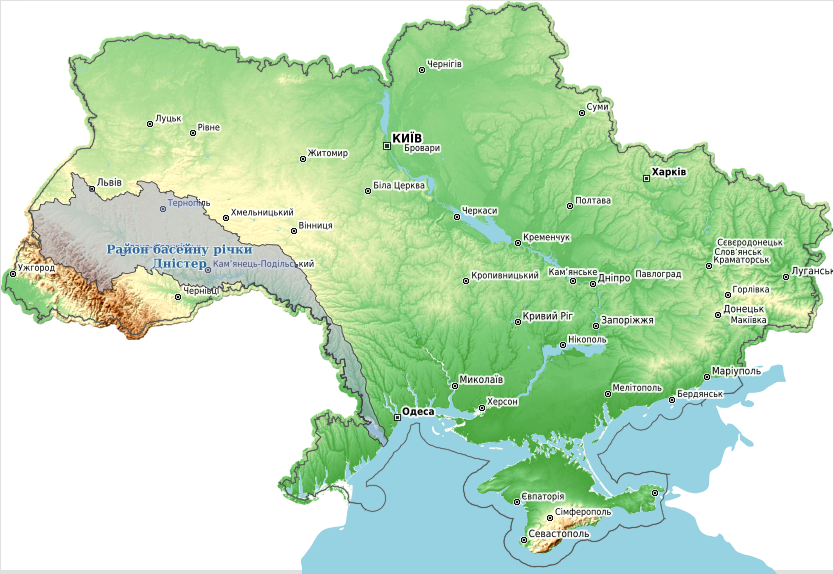
Водозбірний басейн Дністра на карті України
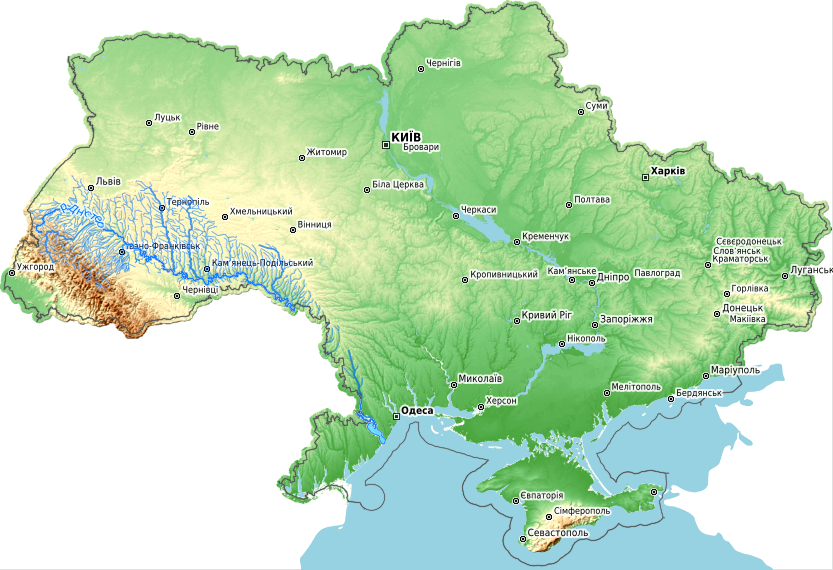
Річкова мережа Дністра на карті України
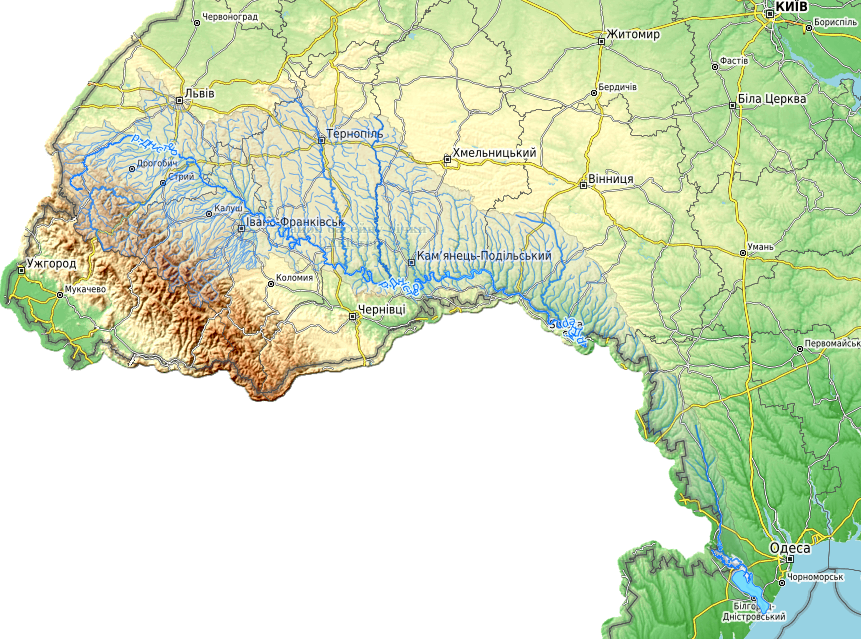
Річкова мережа Дністра

Гідрографічна сітка басейну Дністра дуже неоднорідна. Гірська й передгірська частини басейну Дністра займають 9 % його площі. Тут найгустіша річкова мережа з переважанням правих приток, хоча також є немало порівняно повноводних лівих приток. У середній течії притоки переважно ліві. А в нижній течії Дністер приймає досить велику праву притоку — Реут; ліві притоки тут дрібні й часто пересихаючі річки, верхів'я яких розташовані в межах України.

### Основні притоки
Праві: Стрий, Свіча, Лімниця, Луква, Бистриця, Тлумач, Реут, Бик, Лучний.
Ліві: Стривігор, Верещиця, Щирка, Гнила Липа, Золота Липа, Стрипа, Джурин, Серет, Нічлава, Збруч, Смотрич, Студениця, Ушиця, Калюс, Жван, Жванчик, Лядова, Мурафа, Русава, Ягорлик, Кучурган.

## Історія

### Історія геологічного розвитку

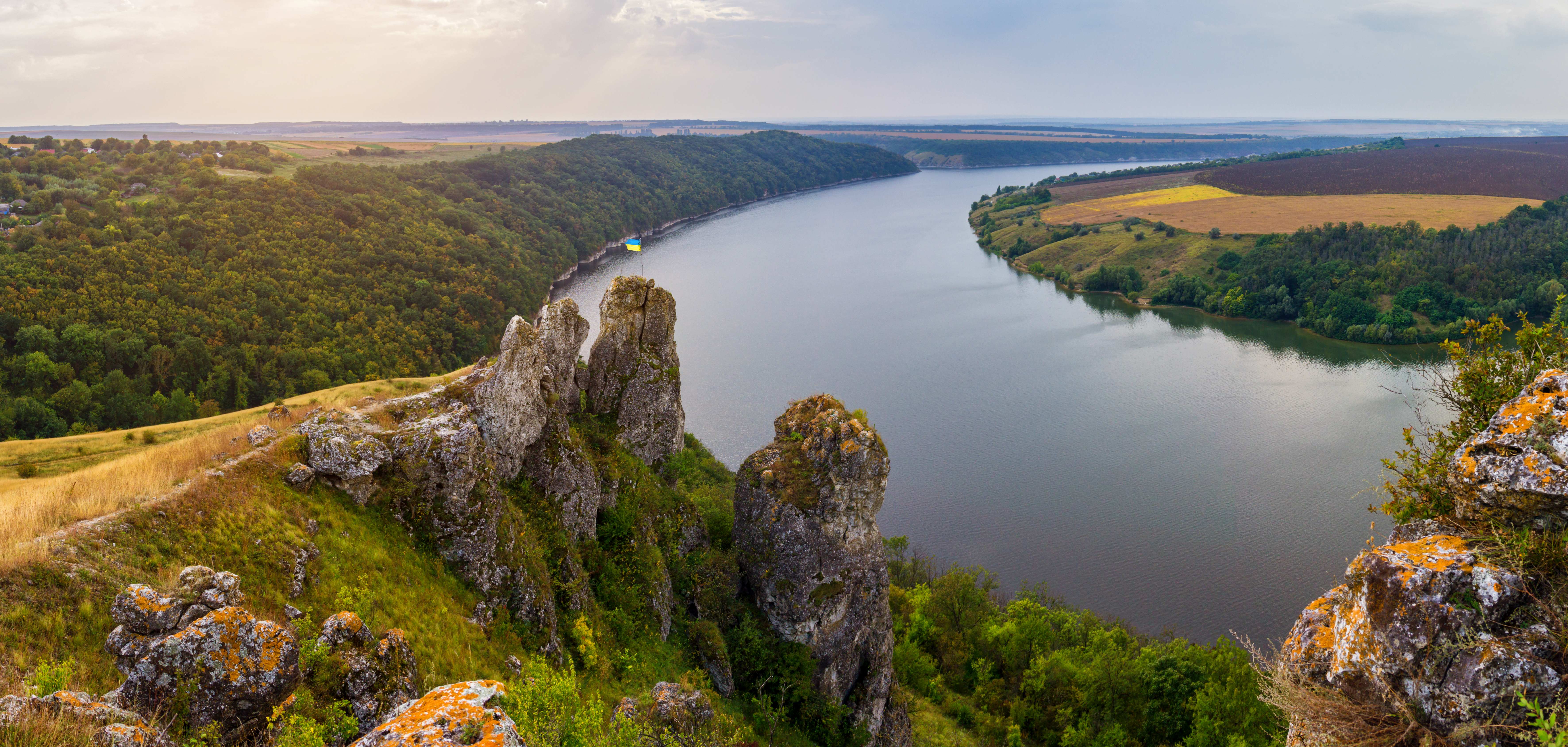
Шишкові горби — ерозійні вапнякові останціі

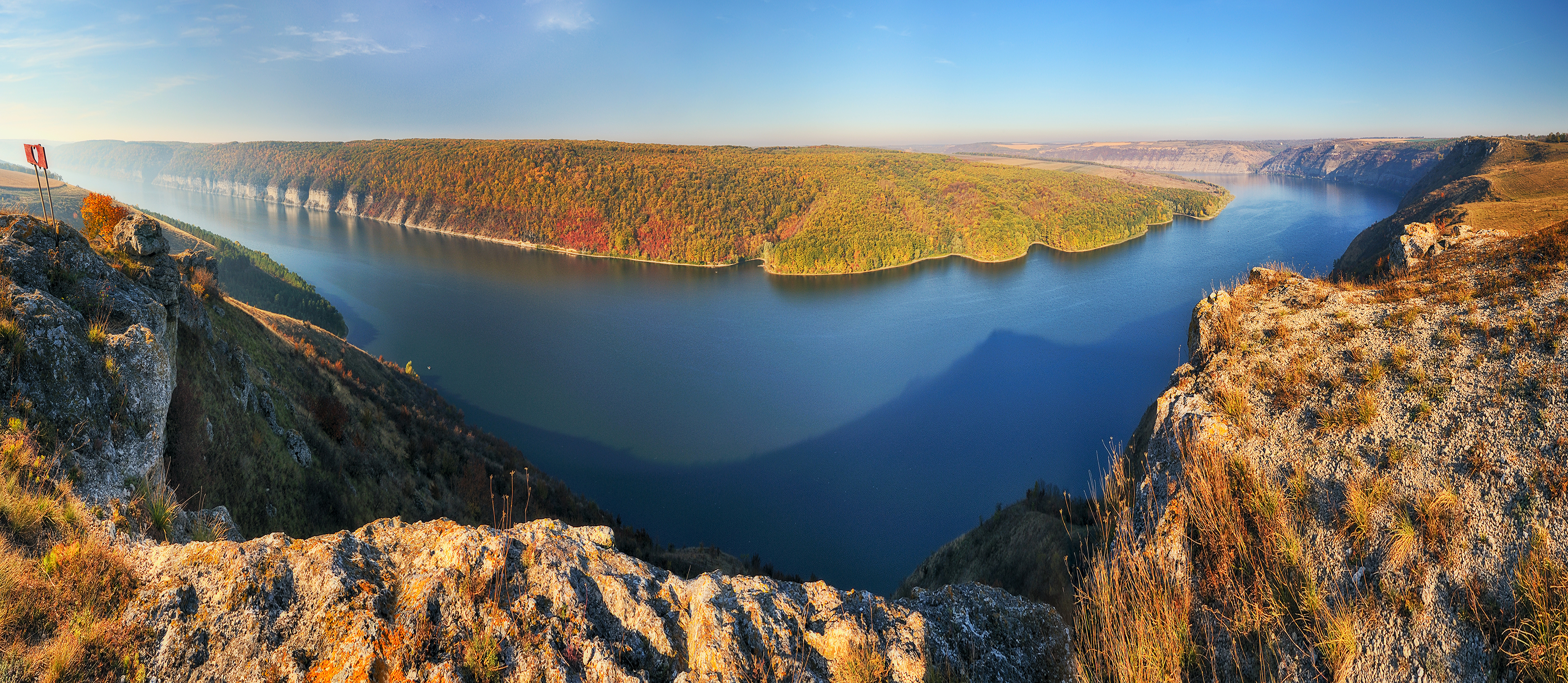
Осінній ранок на річці Дністер

Сучасні дослідження геологів і гідрологів дозволяють приблизно визначити вік Дністра. Формування долини і русла річки пов'язане з відходом на південний схід так званого Сарматського моря.
Сарматське море утворилося в результаті з'єднання двох морських басейнів — Прикарпатського і Причорноморського. 15—20 мільйонів років тому це море вкривало великі простори — від Кременецького кряжа і Карпат до сучасного Аральського моря. Воно було неглибоким й теплим внутрішньоконтинентальною водоймою. Відступало море повільно, кілька мільйонів років, і на початку антропогенового періоду набуло обрисів сучасних Чорного, Азовського й Каспійського морів.
З відходом Сарматського моря поступово утворювались долини і русла річок, що нині впадають у Чорне й Азовське моря. Деякі з них (притоки Дніпра, Південного Бугу та інші) у результаті вертикальних рухів кристалічної платформи та окремих блоків змінювали напрямки своїх течій, а Дністер і нині тече тією долиною, яку він розробив понад мільйон років тому.
У далекому минулому річка несла свої води широкою долиною з низькими пологими берегами. Ця долина, як вважають учені, утворилась на місці давнього розлому, що стався в кристалічному фундаменті й осадових утвореннях палеозойської ери. Близько 1 мільйона років тому Дністер був повноводнішим, а швидкість його течії — звично вищою, ніж нині. Це було пов'язано здебільшого з тим, що клімат тоді був теплим і вологим. У той час більшу частину території сучасної України вкривали густі субтропічні ліси. Буйна рослинність добре акумулювала дощові води, які цілорічно численними бурхливими потоками вливались у Дніпро, Дністер та інші великі річки.
Із часом Дністер щораз глибше врізався в товщі лесових відкладів, а потім — у тверді породи, що утворились протягом давніх геологічних періодів. У Середньому Подністров'ї поступово формувалась вузька, глибока, каньйоноподібна долина, над якою місцями здіймаються 70—80-метрової висоти оголені відклади палеозойської ери. Ці скелі — пам'ятки природи. На нашій планеті вони — одні з найвизначніших пам'яток силурійського періоду, вік яких налічує понад 300 мільйонів років.

### Антропогеновий період
Появу первісної людини на берегах Дністра та його приток датують першою половиною раннього палеоліту. Найвідомішою є ранньопалеолітична стоянка поблизу села Лука-Врубловецька (Хмельницька область), виявлена 1946 року (див. Лука Врублевецька стоянка). Подністров'я було порівняно густо заселене в часи трипільської культури і культури шнурової кераміки (4—5 тис. років тому). Давні слов'яни розселились на Дністрі не пізніше 1-го століття нашої ери. У середині 1-го тисячоліття н. е. цю територію населяли анти, а потім давньоруське плем'я тиверців.
Дністер упродовж багатьох тисячоліть відігравав роль основної транспортної артерії, що зв'язувала Прикарпаття й Пониззя з Балканами і Близьким Сходом. У далекому минулому з півдня річкою доставлялись вироби з металу, античний посуд, тканини тощо, а племена Подністров'я вивозили хліб, хутро, шкіру. З часів Київської Русі до середини XIX століття Дністром сплавляли до чорноморських портів цінну деревину (здебільшого так званий корабельний ліс), вивозили зерно, хутро, мед, віск, зброю, вироби місцевих ремісників.
Тепер господарське значення Дністра зросло. Він дає питну воду для великих і малих міст, виробляє електроенергію.

### Історія досліджень витоків Дністра
Довгий час серед географів не було одностайності стосовно витоків Дністра. Найпершим про витоки річки писав Геродот, який у четвертій книзі своєї «Історії» зазначив, що Тірас (Дністер) «пливе з півночі й бере початок із великого озера, що розташоване на межі земель скіфів і неврів». Можливо, Геродот чув про існування озера у верхній частині долини Дністра, а саме — у місці впадіння річки Верещиці, що на схід від сучасного міста Самбора. Розлогі заплавні болота в цій місцевості могли сприйматися як велике озеро. Докладніші пошуки витоків Дністра розпочалися значно пізніше — лише на початку XIX ст. Так у верхів'ях Дністра 1803 р. побував краєзнавець Ю. Рогрер. Однак він помилково вказував на одну з гірських приток Дністра як на його витік. Деякі дослідники також називали витоком Дністра порівняно великі його притоки — Стривігор або Стрий; такі гіпотези існували ще на початку ХХ ст. І лише з появою перших топографічних карт (кінець 1870-х рр.) вдалося остаточно встановити, що витоки Дністра розташовані на схід від села Вовчого і на південний захід від гори Розлуч, на висоті 818 м над рівнем моря.

## Міста над Дністром
Від витоків до гирла
У межах України: 
- Старий Самбір, Самбір, Миколаїв, Новий Розділ, Журавно, Галич, Єзупіль, Коропець, Заліщики, Хотин, Стара Ушиця, Новодністровськ, Могилів-Подільський, Ямпіль, Біляївка, Білгород-Дністровський (на Дністровському лимані).

У межах Молдови:
- Атаки, Сороки, Кам'янка, Резіна, Рибниця, Дубосари, Вадул-луй-Воде, Бендери, Тирасполь.

## Екологічний стан річки
Дністер протікає через густо заселену територію (наприклад, густота населення в Молдові — 130 осіб на км²), у межах його басейну мешкає понад 10 млн осіб. Через це рівень антропогенного впливу на екосистему річки від витоків до гирла дуже високий. Крім того, на берегах його приток розташовані такі промислові гіганти: Дрогобицький та Надвірнянський нафтопереробні заводи, Стебницький калійний комбінат, Калуський «Хлорвініл», Жидачівський целюлозно-паперовий комбінат. Тут працюють великі цукроварні та м'ясокомбінати, а безпосередньо на берегах Дністра лежать такі промислові центри, як Тирасполь (182 тис. населення), Бендери (159 тис.), а також міста Новий Розділ із ВО «Сірка», Заліщики, Могилів-Подільський, Сороки, Кам'янка, Рибниця, Дубосари з населенням до 100 тис. осіб у кожному з них, але з погано працюючими очисними спорудами або навіть зовсім без них.
У верхній частині басейну Дністра головними забруднювачами також є населені пункти. У межах Львівської області вздовж берегів річки розташовано 47 господарств, які спричиняють прискорене замулення й забруднення річки. У прибережній зоні річки розташовані господарські подвір'я, тваринницькі ферми, літні табори для худоби, склади міндобрив, городи, в багатьох місцях земельні площі розорюються аж до самої річки. Наприклад, на території Турківського району Дністер протікає через населені пункти Вовче, Бережок, Жукотин, Лімна, де відбувається забруднення господарсько-побутовими стічними водами від індивідуальної забудови та сільськогосподарських об'єктів. Досить значним джерелом забруднення є ліва притока Дністра — Стривігор, яку забруднюють Самбірський цукровий завод і невелика річка Млинівка, що приймає стічні води міста Самбора. Забруднення також надходять через притоки Дністра — Верещицю, Тисменицю, Стрий та Луг, а також через очисні споруди села Стрілки й міста Старий Самбір, які працюють зі значними перебоями.
Дуже шкодять Дністру екологічні катастрофи, які інколи тут трапляються. Наприклад, 1983 року після аварії на Стебницькому калійному комбінаті в річку було скинуто бл. 5 тис. тонн високомінералізованих відходів, що на тривалий час призвело до значного порушення іонно-сольового режиму. Внаслідок цього в Дністрі загинули майже всі живі організми протягом кількох сотень кілометрів, а мільйони людей були позбавлені джерела питної води. Нині ситуація з іонно-сольовим складом річкової води нормалізувалася.
Але збірників промислових відходів, подібних стебницькому, в басейні річки є декілька. Так біля села Брониця, що неподалік від Дрогобича, існує збірник кислого гудрону.
Усе це негативно впливає на екологічний стан Дністра, а в майбутньому може стати згубним для багатьох екосистем річки.

## Природа

### Рослинний світ
Природна рослинність басейну Дністра найкраще збереглася в Карпатах. Серед вищих рослин найпоширенішими в горах є смерека, ялиця та бук. Основна смуга поширення цих лісів — 100—1400 м, тобто вони зростають лише в районі витоків Дністра та його карпатських приток. Нижче на схилах поширені змішані ліси. Ще нижче — листяні, серед яких основні породи: дуб, бук, граб, липа. У підліску трапляється ліщина. У вологих місцях — ясен та в'яз.
За межами Карпат природна рослинність збереглася мало. На Поділлі трапляються грабові та дубові ліси. У долинах річок дуже поширені чагарники. Придністровське Поділля — єдина в Україні територія, де зустрічаються теплолюбні ліси дуба скельного, а в урочищі Шутроминське росте кілька десятків рідкісних для Західного Поділля дерев береки. У зв'язку з несприятливою дією гідрологічного режиму Дністровського водосховища більшість мілководь у верхній частині водосховища позбавлені рослинності. У нижній частині рослинний покрив має фрагментарний характер. Найчастіше трапляються занурені рослини. У пригреблевій ділянці водосховища занурені рослини формують змішані зарості в суміші з нитковими водоростями.
У степовій (нижній) частині басейну ліси збереглися переважно в ярах. Уся пригирлова частина Дністра вкрита густою рослинністю (верби, тополі); вони здебільшого ростуть на прируслових валах. Поблизу лиману трапляються лише поодинокі дерева. У Дністрових плавнях переважає очерет звичайний. Зрідка можна натрапити на озерні луки. Серед водних рослин поширені рдесник, жабурник, сальвінія плаваюча, водяний горіх.
У прилеглих до річки ділянках можна натрапити на рідкісні та цінні рослини, які перебувають під охороною. Серед них: рябчик шаховий (заказник Стариці Дністра), ясенець білий (пам'ятка природи Заліщицька діброва), клокичка периста (Жежавський ботанічний заказник) та інші.

### Тваринний світ
Найбагатші у фауністичному плані частини басейну річки — верхів'я й пригирлова частина. У Карпатській частині переважають тварини, характерні для решти регіонів Українських Карпат. Однак тут, через порівняно велику кількість населених пунктів, вони не так поширені, як в інших частинах Карпат. У лісах водяться сарна європейська, борсук, заєць, вивірка звичайна, вепр, ласка, кіт лісовий. Часом заходять олені та рись.
Середній Дністер багатий на рибу. Тут водяться: верховодка, окунь, судак, підуст, густера, короп, краснопірка, сом, жерех. Рідкісними є марена, вирезуб і стерлядь. Із птахів найчисленніший вид — берегова ластівка, на островах водиться чимало мартинів і крячків. Є також водоплавні птахи. Часто трапляються сірі, рідше білі чаплі, лелека чорний та рибалочка.
У пониззі найбільше видів тварин зосереджено в Дністровських плавнях. Тут найчисленнішими є водоплавні та водолюбні птахи, серед яких: пелікан, лебідь, великий та малий баклан, чапля, болотний крячок. (Див. також Нижньодністровський національний природний парк). Луки пониззя Дністра — основне місце годівлі коровайок і жовтих чапель, занесених до Червоної книги України, важливі вони і як природні нерестовища для багатьох видів риб.

### Природоохоронні території
Вздовж Дністра створено чимало заповідних зон — національних природних парків, заказників, пам'яток природи.
Найбільші заповідники:
| Назва                                                       | Область                   | Найближче місто       | Підпорядкування        | Рік створення | Площа, га    | Берег Дністра | Берег Дністра |
| Назва                                                       | Область                   | Найближче місто       | Підпорядкування        | Рік створення | Площа, га    | лівий (л)     | правий (п)    |
| ----------------------------------------------------------- | ------------------------- | --------------------- | ---------------------- | ------------- | ------------ | ------------- | ------------- |
| Регіональний ландшафтний парк «Верхньодністровські Бескиди» | Львівська область         | Старий Самбір         | Львівська обласна рада | 1997          | 8356         | л             | п             |
| Галицький національний природний парк                       | Івано-Франківська область | Галич                 | Держліс                | 2004          | 14684,8      | л             | п             |
| Регіональний ландшафтний парк «Дністровський»               | Івано-Франківська область | Тлумач                |                        | 1993          | 19656        |               | п             |
| Національний природний парк «Дністровський каньйон»         | Тернопільська область     | Заліщики              | МЕПР                   | 2010          | 10829,18     | л             |               |
| Хотинський національний природний парк                      | Чернівецька область       | Хотин                 | (нема даних)           | 2010          | 9446,1       |               | п             |
| Національний природний парк «Подільські Товтри»             | Хмельницька область       | Кам'янець-Подільський |                        | 2010          | 6700         | л             |               |
| Регіональний ландшафтний парк «Дністер»                     | Вінницька область         | Могилів-Подільський   | МЕПР                   | 1996          | 2 613,16 км² | л             |               |
| Нижньодністровський національний природний парк             | Одеська область           | Одеса                 | МЕПР                   | 2008          | 21311,1      | л             | п             |

Заказники і пам'ятки природи (у верхній та середній течії):
Чайковицький заказник, Стариці Дністра, Діброва, Козакова Долина, Берем'янська наскельно-степова ділянка, Жижавський заказник, Обіжевський заказник, Урочище Криве, Урочище Трубчин.

## Повені та паводки
Повені та паводки — характерне явище для Дністра. Під час паводків формується 50—70 % від річного стоку. Середні багаторічні коефіцієнти стоку річок коливаються від 0,17—0,23 (Подільська височина) до 0,4—0,7 (Передкарпаття і Карпати). Під час екстремальних паводків коефіцієнти стоку правобережних приток сягають 0,74—0,92. Це зумовлене наявністю кількох чинників, зокрема:
1). Верхня частина басейну Дністра розташована в Карпатах і Передкарпатті. Для гірських приток характерна яскраво виражена сезонність у розподілі стоку, висока повторюваність паводків (5—12 на рік), приуроченість максимальних витрат до літнього періоду, інтенсивне підняття рівня води (0,5—1,5 м на добу й більше) і значно повільніше його спадання. Середня тривалість паводків на малих і середніх річках становить 3—10 днів, на великих (Стрий, Лімниця і т. п.) — від 7 до 20 днів і більше.
2). Зміни рослинного покриву, спричинених господарською діяльністю (вирубування лісів, розорювання схилових угідь, випасання худоби тощо). Якість прибережних захисних споруд не завжди відповідає нормам. Крім того, з року в рік недостатньо виконується програма охорони довкілля. Велику роль у формуванні повеней на Дністрі відіграють лісові ландшафти та гірські річки. Ліс виконує водоохоронні та ґрунтозахисні функції: регулює поверхневий стік та гідрологічний режим, протидіє ерозії ґрунтів, стабілізує річкові русла тощо. Однак лісистість Карпат загалом є недостатньою, лісові екосистеми, долини та русла річок зазнали значних змін передусім через людську діяльність.
3). Кліматичний чинник. Глобальне потепління спричинює нестабільність кліматичних циклів, відбувається часта зміна періодів посух і злив. Коли степова кліматична зона щораз більше потерпає від нестачі вологи, частота екстремальних опадів у гірських районах зростає.
Дедалі частіше відбуваються повені та паводки з катастрофічними наслідками. Такі, наприклад, спостерігалися 1969, 1977, 1988, 1992, 1997, 2001 років. Найкатастрофічнішим був паводок 2008 року, який порівнюють із паводками 1941 й 1969 років. Він вирізнявся надзвичайно інтенсивним підняттям води. 26 липня з 11:00 до 15:00 в гирлі Лімниці (неподалік від міста Галича) вода піднімалася зі швидкістю 15 см на годину, а за добу від 11:00 25 липня до 11:00 26 липня — на 2,5 м. Після цього рівень води коливався незначною мірою, а з 28 липня почався спад води. Найінтенсивніше спад відбувався в ніч із 29 на 30 липня. Тоді вода впала на 1,5 м (Див. також Паводок на заході України 2008 року).

## Господарське використання Дністра
В економіці України річка не відіграє помітної ролі, як, наприклад, Дніпро. Це зумовлено її характером та розташуванням (швидка течія, численні мілководдя, віддаленість від значних промислових центрів, прикордонна річка).
У минулому вона використовувалася переважно у трьох галузях господарства: лісосплав, млинарство (у верхній течії), а також рибництво. Наприклад, у селі Окопи (Борщівський район Тернопільської області) в 1960-х і 1970-х рр. існувала риболовецька артіль, яка займалась промисловим виловом таких риб, як підуст, марена, вирозуб, сом.
З 1950-х рр. річку почали використовувати у гідроенергетиці. На річці побудовано три потужні гідроелектростанції:
- Дубоссарська ГЕС (1950—1954)
- Дністровська ГЕС (1973—1983)
- Дністровська ГЕС-2 (2000—2009)

### Плани будівництва каскаду ГЕС
2015 року з'явився проєкт будівництва на Дністрі каскаду із шести ГЕС сумарною потужністю 390 МВт (три з них — дериваційні, тобто вода річки відводиться у спеціальну трубу, розганяється в ній і крутить турбіну). Проєкт охоплює три області: Івано-Франківську, Тернопільську та Чернівецьку. На франківсько-тернопільському відтинку Дністра заплановано побудувати п'ять ГЕС, на тернопільсько-чернівецькому — одну.
На проєкт заплановано витратити 16 млрд ₴: $166 млн із державних коштів і 400 млн євро, залучених у міжнародних спільнот. Є інформація про обіцяні 1,1 млрд євро (32 млрд ₴) кредиту від ЄБРР.
Орієнтовні пункти прив'язки ГЕС: біля села Вістря Монастириського району (площа водосховища 357 га), біля села Литячі Заліщицького району Тернопілля (площа водосховища 397 га), біля села Печорна того ж таки району (площа водосховища 261 га), біля села Брідок Заставнівського району Чернівецької області (площа водосховища 487 га), біля села Устя Борщівського району (площа водосховища 357 га). Всі ці населені пункти підлягають затопленню у процесі будівництва.
Реалізовувати проєкт має намір ПАТ „Укргідроенерго“ (голова правління та генеральний директор Ігор Сирота; призначений за президентства Віктора Януковича, вважалося, що це людина Юрія Бойка, тепер його пов'язують із тіньовим керівником Адміністрації Президента Ігорем Кононенком.
Екологи Національного парку „Дністровський каньйон“ категорично виступили проти будівництва каскаду ГЕС. Зокрема, за словами екологів, штучно піднятий рівень води може повністю змінити екосистему Дністра. Івано-Франківська обласна рада 25 грудня 2015 року 74 голосами ухвалила рішення „Про заборону погодження питання розміщення гідроелектростанцій вздовж річки Дністер“, тобто проголосувала за мораторій на будівництво ГЕС у руслі Дністра на території області.

### Існуючі водосховища і ставки
На Дністрі є два великих водосховища, які утворено для функціонування відповідних ГЕС:
- Дністровське водосховище (Україна);
- Дубоссарське водосховище (Молдова).

На території України в басейні Дністра збудовано 62 водосховища, загальною площею водного дзеркала 11 229 га, повним об'ємом 298,8 млн м³.
На території України в басейні Дністра збудовано 5500 ставків, загальною площею водного дзеркала 23 336 га, об'ємом 282,8 млн м³.
Утворені водосховища та ставки використовуються для зрошення полів (переважно у Молдові), розведення риби, регулювання стоку річки, здійснення оздоровчих заходів.
Крім того, річку використовують для водопостачання населених пунктів. Основним джерелом централізованого водопостачання міст Одеса, Білгород-Дністровський, Теплодар, Чорноморськ, Південне та прилеглих районів є дністровська вода.

### Судноплавство
У більшій своїй частині Дністер судноплавний. Вочевидь, по ньому люди плавали ще з давніх часів. Наприклад, відомо, що Дністром як водним шляхом користувалися білі хорвати. Пізніше по ньому сплавляли ліс.
Офіційно судноплавство на Дністрі існувало з 1862. У період Австро-Угорської імперії річку регулювали на відрізку понад 300 км, організовано вантажні та пасажирські перевезення, споруджено річковий порт у Галичі (були збудовані причали, вугільний склад, підведена залізнична гілка).
Ініціатори та засновники судноплавства на Дністрі: Товариство парового судноплавства на Дністрі (1863—1932), граф Блюхер де Вальштадт (1876—1881), Спілка „Парове судноплавство на Дністрі Броніслава Слонецького і Казимира Наварського“ (1882—1904).
На початку XX століття активно пророблялася спроба поєднати каналами річки Дністер та Віслу і таким чином дати можливість річковому флоту функціонувати в басейнах Балтійського та Чорного морів.
В 1901 році австрійський уряд видав розпорядження про проєктування мережі каналів Дунай-Вісла-Дністер. Відгалуження до Дністра мало проходити через річку Сян і планувалося для руху суден вантажністю 600—700 тонн з усадкою до 1,8 м. Були запроєктовані шлюзи з висотою падіння води до 5 м. У 1910 році був запропонований ще один проєкт водної магістралі — Дунай-Одер-Вісла-Дністер — для перевезення вугілля з Краківського вугільного басейну. Однак планам не судилося збутися: в часи Першої світової війни було не до Дністра.
Уже в 1920—1930 роках, коли наші землі опинилися у складі Польської Республіки, до ідеї використання Дністра як транспортної артерії знову повернулися. У 1927 році з'їзд гідротехніків у Львові наголосив на необхідності будівництва водного каналу Сян-Дністер. У 1938 році професор Львівського політехнічного інституту М. Матакевич запропонував проєкт водної магістралі Балтійське-Чорне море через Віслу-Сян-Дністер-Прут-Дунай. Проєкт настільки захопив громадськість, що вже того ж року відбулася нарада польських науковців та промисловців із метою створення акціонерного товариства для побудови цього каналу. Вартість Балтійсько-Чорноморської водної магістралі оцінювалася в 400 млн злотих, термін окупності проєкту — 8 років. Але спалахнула Друга світова війна, і роботи навіть не почалися.
Пароплави та допоміжні судна, які плавали по Дністру: Dniestr (1863), Blucher de Wahlstatt (1881), Flis (1883), Halicz (1901), Łomnica, Pager (1904), Andrzej hr. Potocki, Okopy św. Trójcy (1910), Osa (1924), Rewera (1932)».
1936 року у власності Громадського водного об'єднання у Станиславові перебувало 528 дністровських суден. Зокрема, на обліку було 57 спортивних човнів, 10 прогулянкових, 383 рибальських, 42 транспортних для господарських цілей, 31 рятункове на випадок повені, 2 каяки, 3 моторні човни. Окрім того, Дністром ходили баржі та пороми, призначені здебільшого для переправи дерева, сіна та худоби з одного берега на інший. Існували також прогулянкові річкові тури, навіть яхтинг біля тогочасного курорту в Заліщиках.
Після приходу в Галичину радянської влади (1940) більшість дністровських плавальних засобів були вивезені на Волгу.
Коли річка після Другої світової війни опинилась повністю на території СРСР, судноплавство знову почало розвиватися. Спершу Дністер був судноплавним від гирла до міста Ямполя (Вінницька область) і від с-ща Стара Ушиця (Хмельницька область) до міста Галича (Івано-Франківська область). На відтинку між Ямполем і Старою Ушицею існували невеликі пороги. Тому тут було вийнято з дна корчі та каміння, землечерпалками поглиблено мілководні перекати. Так Дністер став судноплавним від гирла до Галича. У великих населених пунктах на річці існували пристані і навіть невеликі річкові вокзали. Наприклад, у районі міста Заліщики в 1960-х рр. по Дністру ходив теплохід «Заліщики» (тепер «Герой Танцоров»), який згодом перевезли працювати на Тернопільське озеро.
У 1980—1990-х рр. судноплавство на Дністрі знову занепало. Нині в декількох місцях функціонують поромні переправи; невеликі теплоходи можна побачити хіба що на Дубоссарському водосховищі та в місті Тирасполі (Молдова), де вони працюють як прогулянкові судна.
4 липня 2015 року у селі Раковець Городенківського району відбулося офіційне відкриття пристані для плотів, байдарок і катерів, які курсують по Дністру. Його засновники планують відкрити ще кілька подібних в інших місцях на Дністрі. Сподіваються, що це сприятиме розвитку туризму в районі.

#### Пам'ятник дністровському судноплавству
24 серпня 2015 на відзначення 24-ї річниці незалежності України заходами Національного заповідника «Давній Галич» відкрито у Галичі пам'ятний знак на честь судноплавства на Дністрі. Його встановлено біля старого металевого мосту на правому березі Дністра. Пам'ятний знак являє собою композицію зі скельних каменів із вмонтованою таблицею та закріпленим якорем, який був піднятий з дна річки.
У церемонії взяли участь міський голова Галича Орест Трачик, 1-й заступник голови Галицької РДА Олег Прунько, декан Галицького деканату УГКЦ о. Ігор Броновський, науковці Національного заповідника «Давній Галич».

## Мости через Дністер
Обидва береги річки з'єднують численні мости, серед яких: автомобільних — 43, залізничних — 13, пішохідних — 1 (колишній автомобільний). У верхній течії є також декілька пішохідних містків (кладок). У минулому мости через Дністер були дерев'яними. Деякі з них простояли кілька десятиліть і були досить великими. Наприклад, у Старому Самборі існував унікальний дерев'яний міст завдовжки 100 метрів На жаль, повінь 1980 року повністю його зруйнувала.
Серед найстаріших мостів — металевий міст у Галичі. Він побудований 1900 року і вважається однією з архітектурних пам'яток міста.
Розпочате будівництво нового Ямпольського мосту на кордоні з Молдовою.

## Туризм та відпочинок
Річка стає щораз популярнішим туристичним об'єктом. Особливо швидко розвивається сплав по Дністру. Більшість маршрутів починається біля міста Галича і пролягають Дністровським каньйоном. Пливуть на катамаранах або каяках до міста Заліщиків, дехто далі — аж до Хотина. Деякі туристи починають сплав вище — біля міста Миколаєва або смт Журавно.
У нижній течії Дністра, в Молдові, на річці функціонує кілька прогулянкових теплоходів. У великих містах на берегах річки обладнані пляжі та відпочинкові зони.
Високі стіни Дністровського каньйону (приблизно 120 м), затримуючи тепло, сприяють створенню особливого субтропічного мікроклімату: весна тут настає раніше, аніж на решті території Покуття та Поділля, літо — спекотне із нечастими й нетривалими дощами. Недаремно Заліщики — місто, взяте у долоні меандрами Дністра, — колись було популярним курортом із яхт-клубами, тенісними кортами й алеями тропічних рослин.
Дністер дає низку можливостей для шанувальників активного відпочинку.
Одним із найпопулярніших занять є сплави, що відбуваються у теплий сезон: розпочинаються ще у квітні й тривають аж до жовтня. Однак, високим вважається період із червня до серпня включно.
Сплави Дністром привабливі не тільки з точки зору водних маршрутів, а й насиченістю рукотворними та природними об'єктами, які зручно відвідати чи оглянути під час подорожі водою: місця трипільських поселень, численні водоспади, гроти відлюдників та язичницькі капища, колонії сірих чапель й реліктові ліси, залишки замків та фортець.
У випадку із вигадливими багатошаровими стінами каньйону навіть не потрібно залишати човен. Часто їх називають підручником геології: адже вони дають інформацію про вік планети, розповідають про силурійський, крейдовий та інші періоди. А ще правлять за природні камери схову, зберігаючи рештки флори та фауни протягом 500 млн років.
На Дністрі можна побачити безліч сплавних засобів: від плоскодонок до теплоходів. Усе ж для активного відпочинку найчастіше використовують такі човни:
- каное (3—4 ос.) та каяки (1—2 ос.) — маломірні судна, швидкі й маневрені, на них зручно причалювати для огляду цікавого місця;
- катамарани та рафти (6—8 ос.) — місткі човни для великих компаній.

Новинкою для дністровських вод, однак вже доволі популярним серед туристів, є SUP (Stand up Paddle board). Ці дошки, що схожі на плавзасоби серфінгістів, виявились непоганою альтернативою іншим човнам на тихій дністровській течії: мала вага, зручність у транспортуванні, можливість веслувати стоячи, на коліні, сидячи чи навіть лежачи на боці.
Діапазон денної сплавної ділянки може коливатися від 15 до 45 км на день. Спокійні води Дністра — дружні до новачків й дають можливість швидко опанувати практично будь-який сплавний засіб. Дністер дає можливість комфортно встановити табір і переночувати в наметах на мальовничих диких галявинах. Однак рекреаційна інфраструктура також поволі вибудовується — і з наметом можна зупинитись у належно облаштованих кемпінгах для туристів.
Плануючи сплав, варто пам'ятати, що на ділянці Нижнів — Заліщики кращі умови доїздів і переїздів — на правому березі Дністра.
Особливості сплавних відтинків від с. Нижнів до м. Заліщики:
- Нижнів (від автомобільного мосту) — Заліщики (130 км): дика й безлюдна ділянка із залісненими берегами, насичена природними та історичними пам'ятками, особливою атракцією у цій частині Дністра є дельтадром у с. Одаїв та водоспад Дівочі Сльози біля с. Ісаків;
- м. Заліщики — с. Хотин (105 км): береги стають стрімкими й скелястими, лісів меншає та все частіше трапляються села; каньйон закінчується Хотинською фортецею — окрасою дністровських берегів, твердинею у минулому й популярним екскурсійним об'єктом сучасності.

## Цікаві факти
- Річка Стрий у місці впадіння до Дністра повноводніша за нього. Попри це вона є його притокою. Крім того, в районі міста Турка (за 8 км від витоку Дністра) річка Стрий уже настільки повноводна, що по ній можна плавати човнами.
- У місті Заліщики за часів Польської Республіки (до Другої світової війни) існував кліматичний курорт[42]. Тут місто розташоване в широкому вигині Дністровського каньйону і з трьох боків оточене його високими та стрімкими схилами. Завдяки цьому в Заліщиках і його околицях існує свій мікроклімат; тут помітно тепліше, ніж у сусідніх місцевостях. У довоєнних польських підручниках із географії цю місцевість називали «Польськими субтропіками».
- У прикарпатській та подільській частині басейну Дністра є чимало річок із цікавими та унікальними назвами: одні вказують на характер річки (Гнила, Бистриця (Бистриця Надвірнянська, Бистриця Солотвинська, Бистриця Тисменицька), Студениця тощо), інші вказують на тварин чи рослин, які є (або були колись) характерними для даної річки. Існує також чимало дивних та «несподіваних» назв. Приклади:

«Тваринні» назви: Тур'янка, Зубра, Боберка, Куна, Коропець.
«Рослинні» назви: Ясеничка, Золота Липа, Вербівець, Вишниця, Кропивник.
Поетичні та милозвучні назви: Любишка, Нічлава, Дзвіна, Русава, Волянка.
Дивні та «несподівані» назви: Ореб, Тупа, Бар, Сукіль, Домажир.

## Галерея

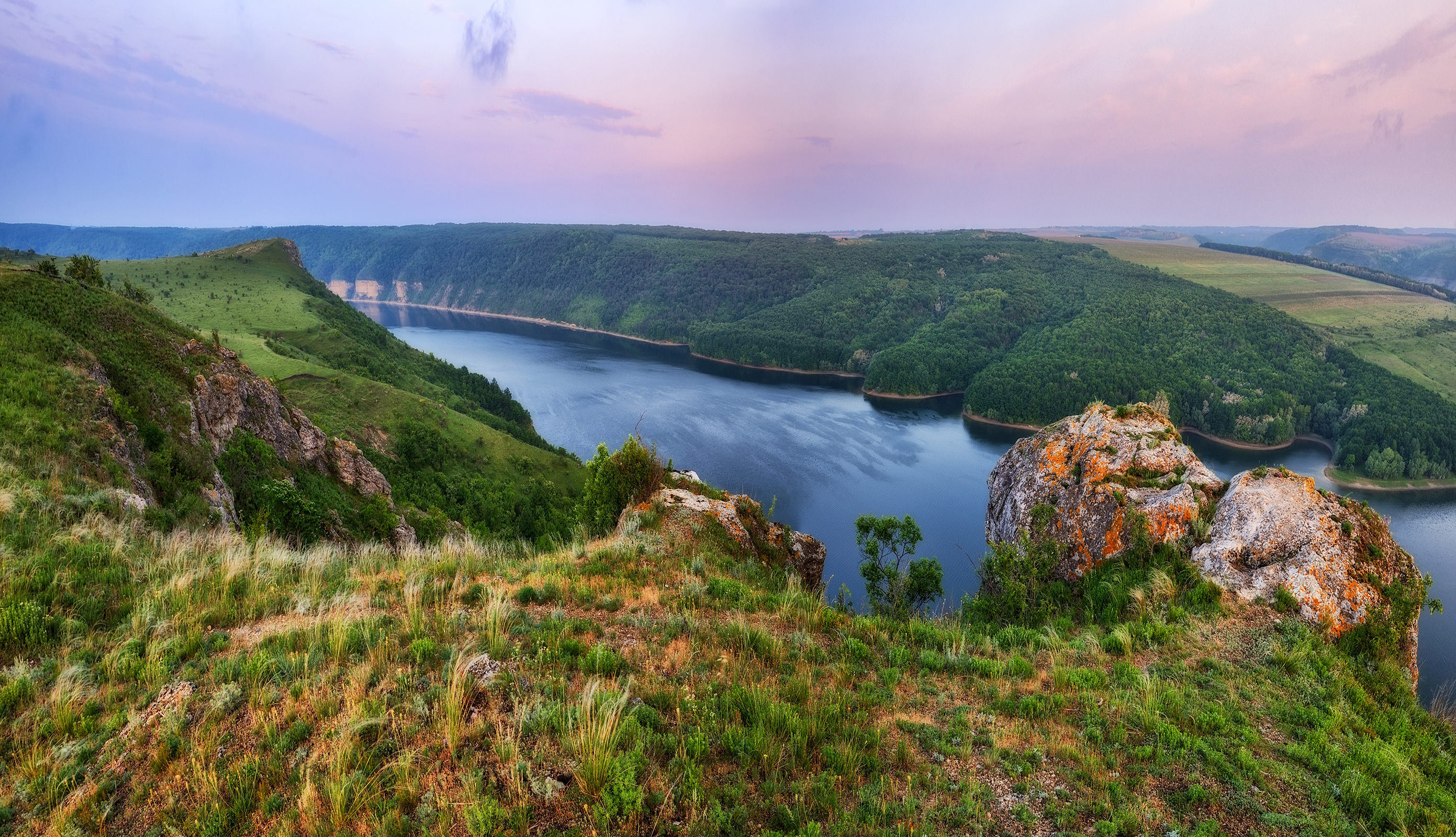
Весняний світанок на Дністрі
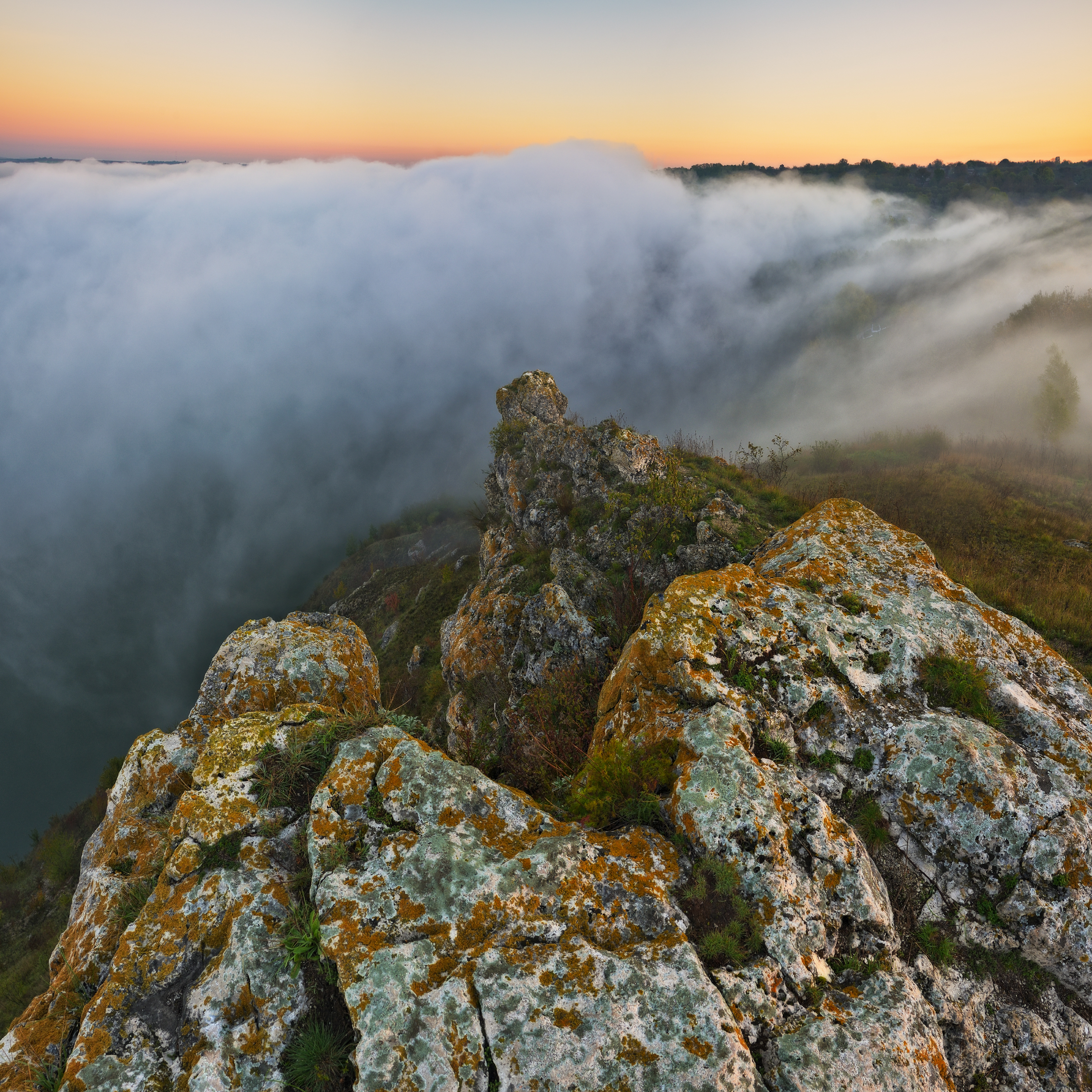
Туман над осіннім Дністром
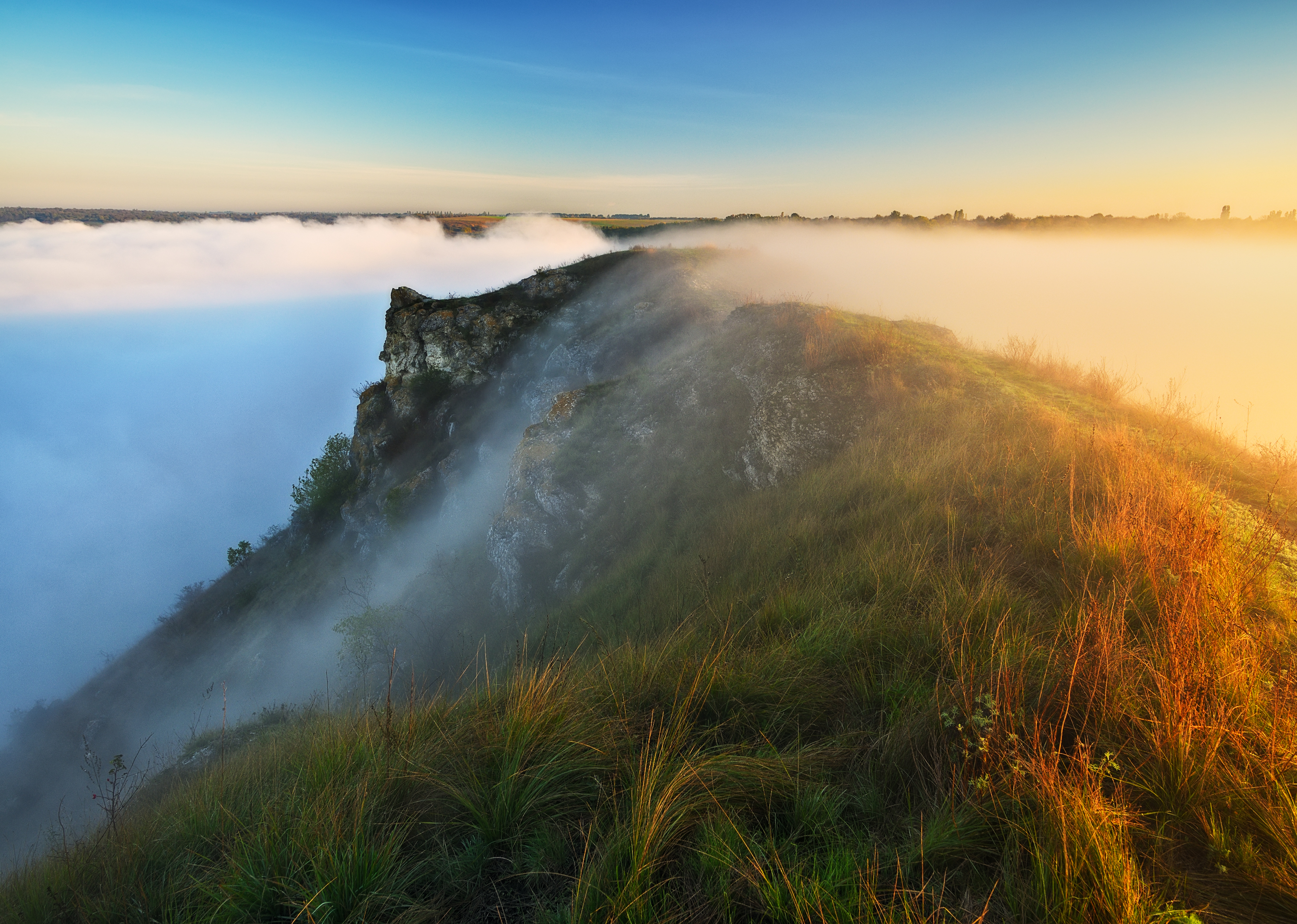
Осінній Дністер
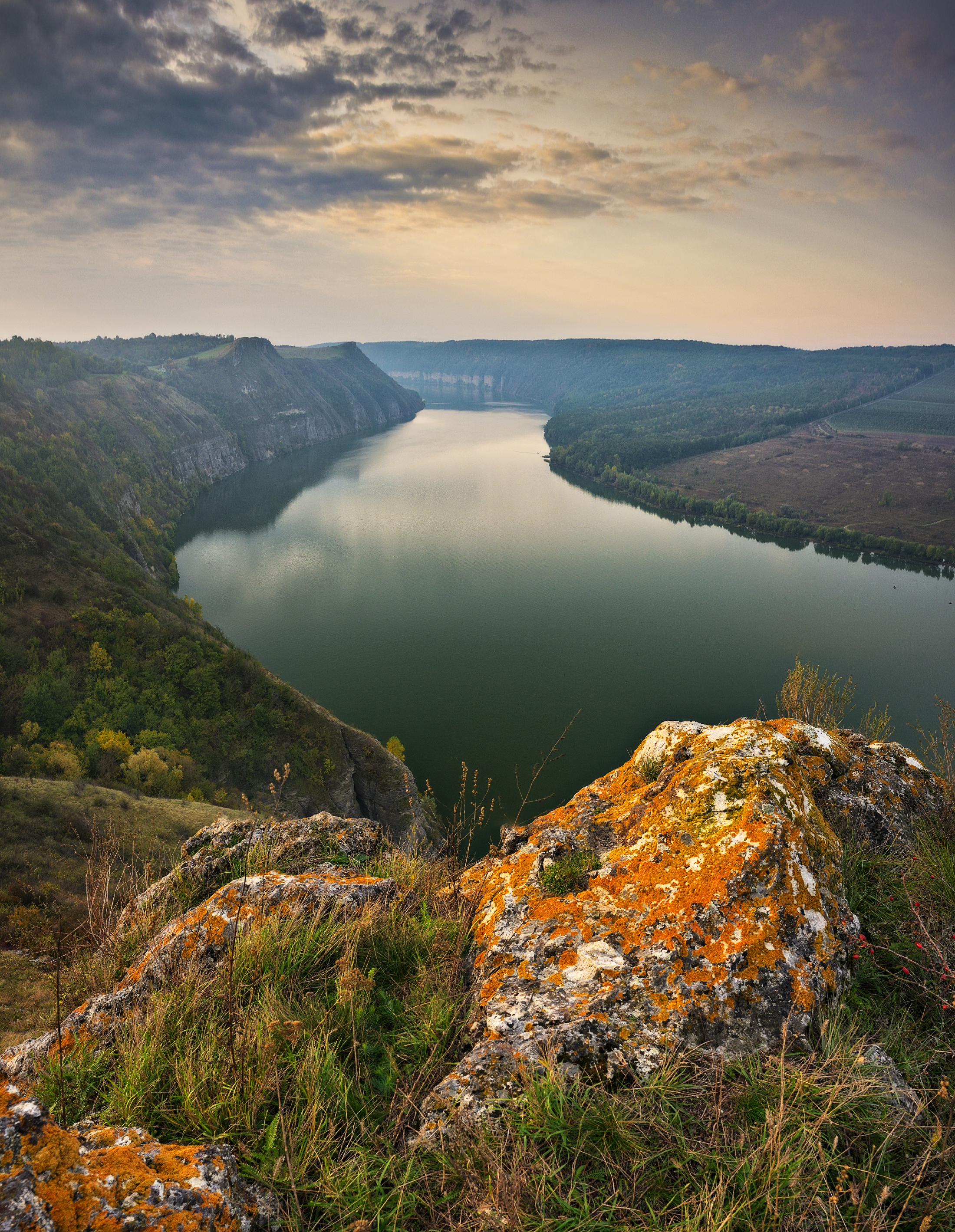
Ранковий осінній Дністер
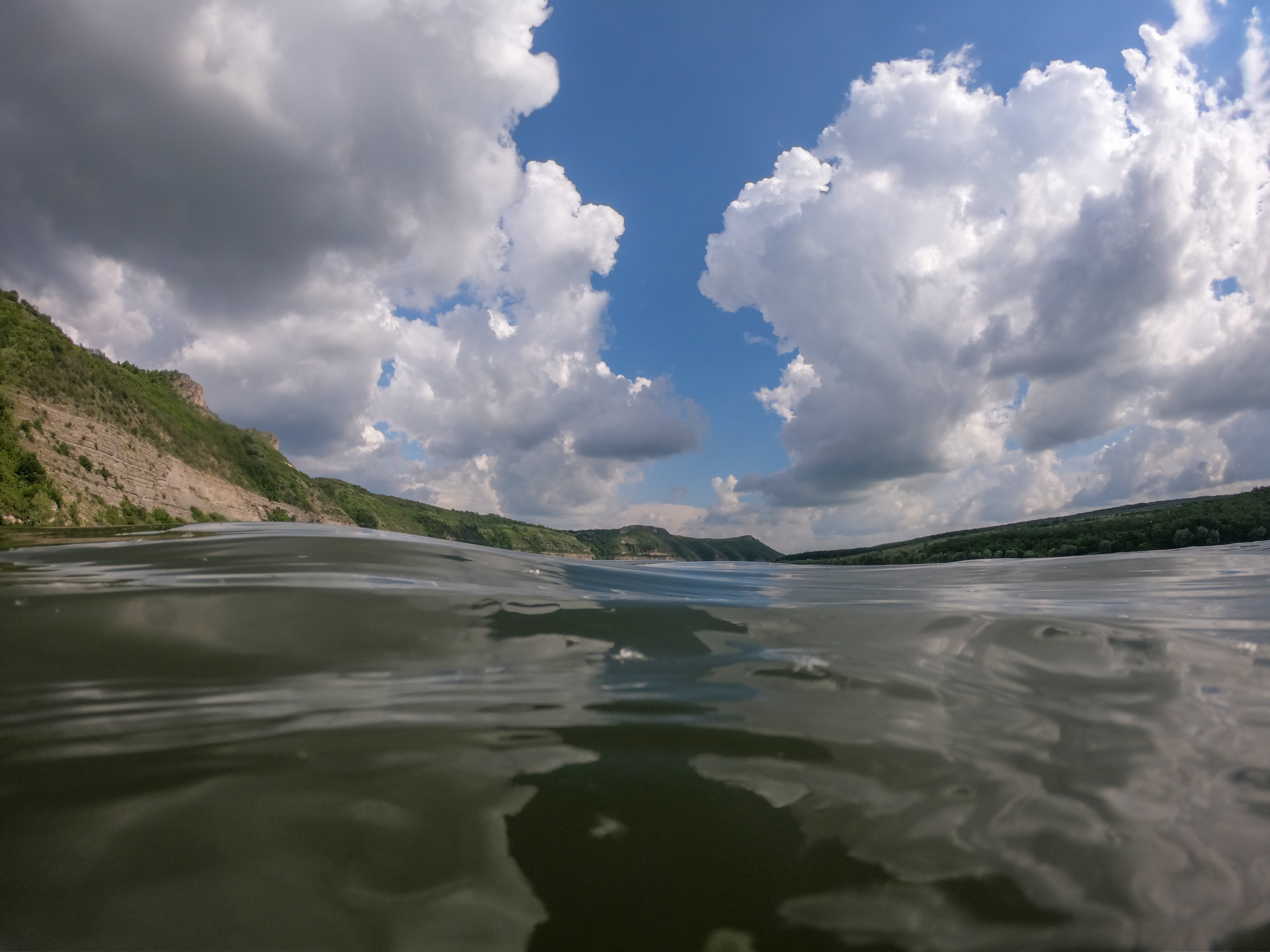
Дністер Кам'янець-Подільський район
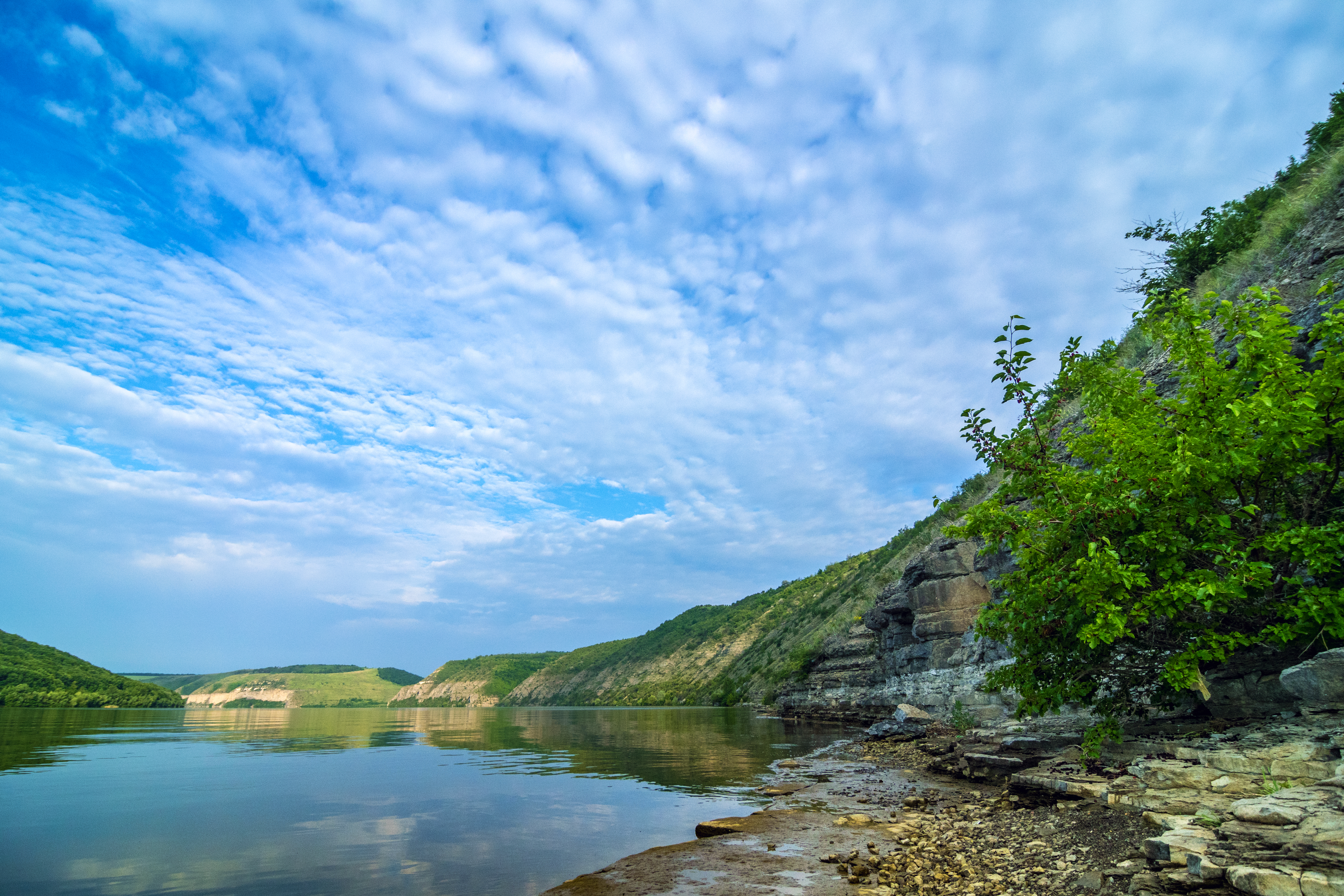
Розріз тернавської свити поблизу с. Демшин
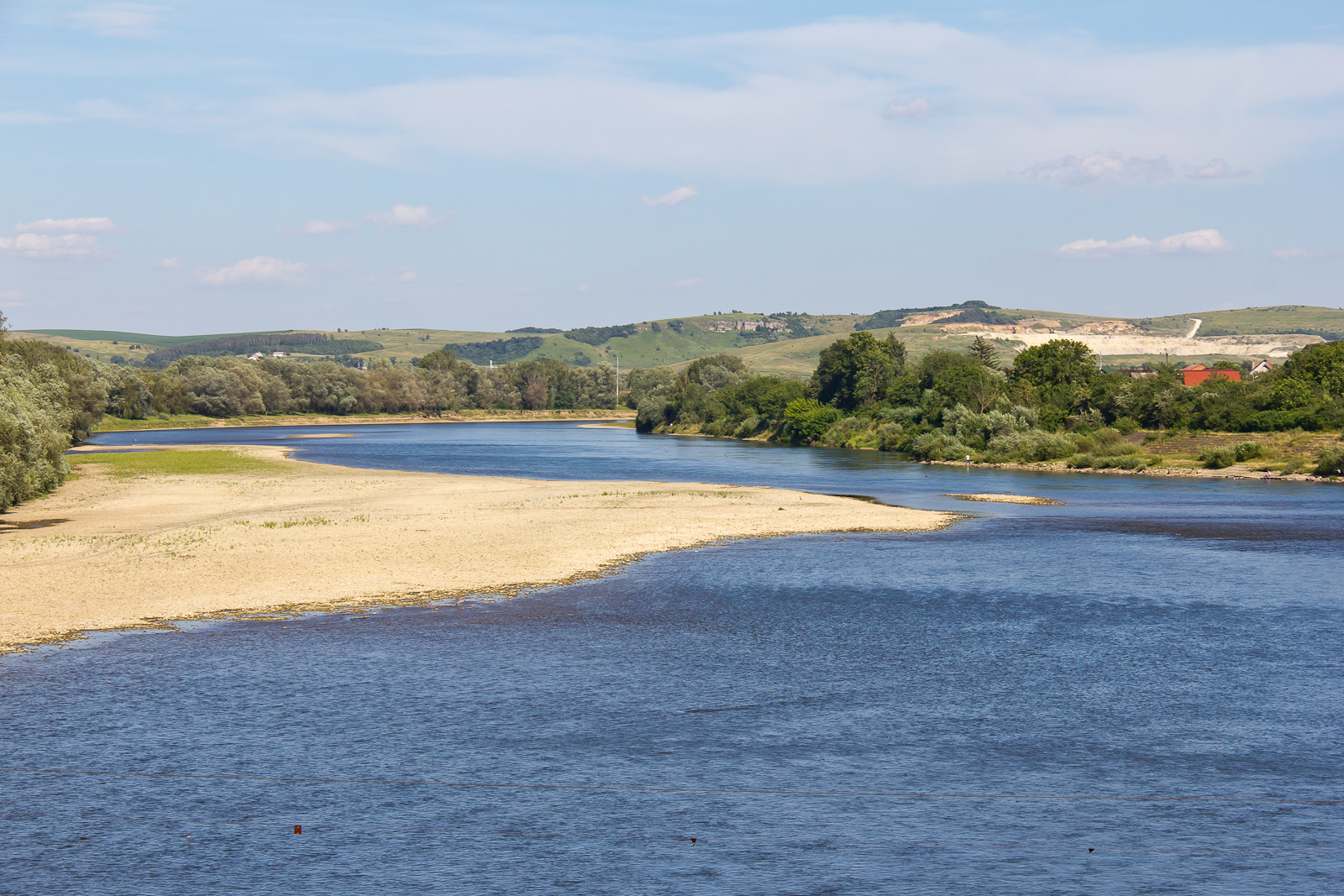
Біля Галича
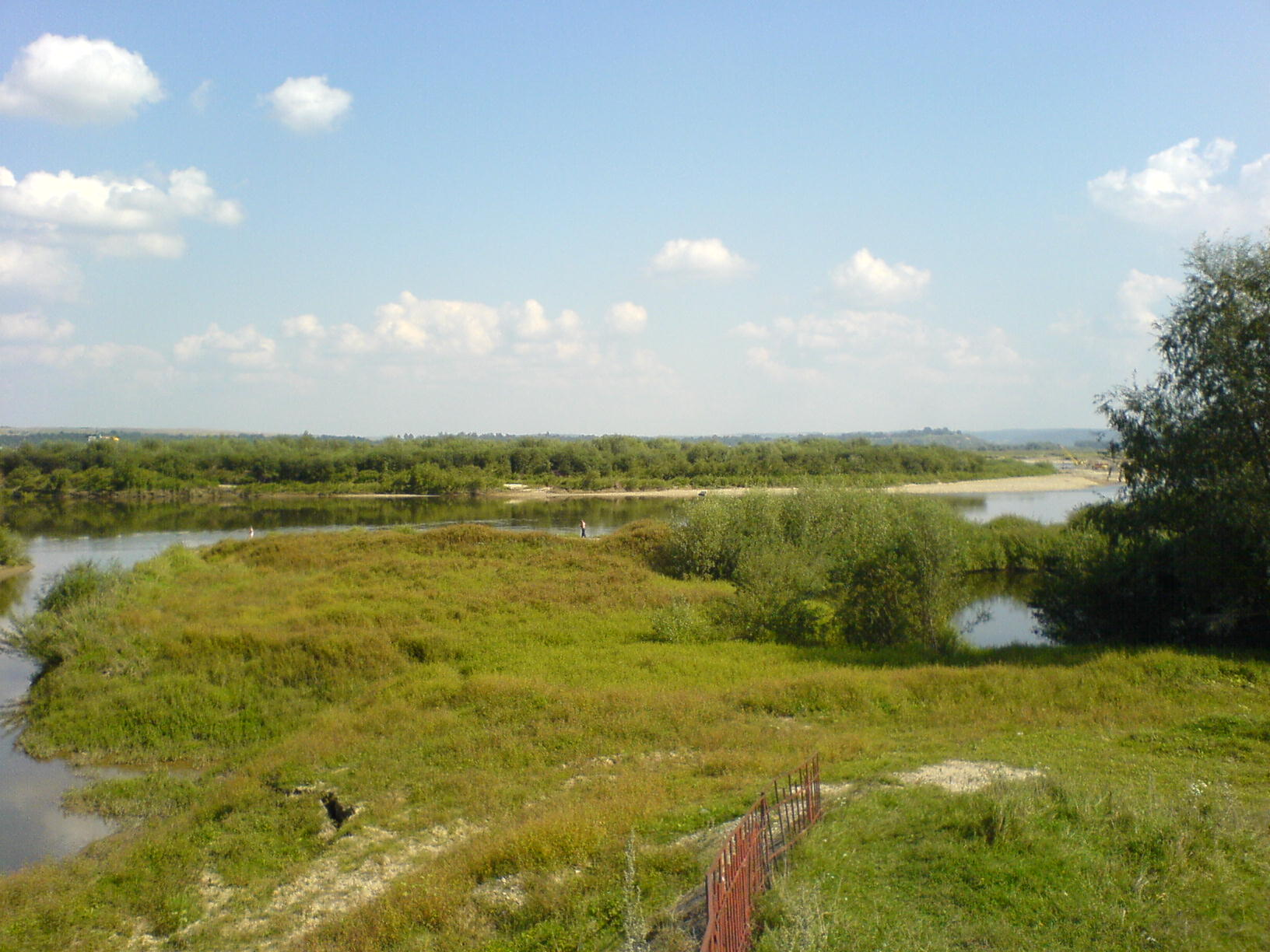
Біля Єзуполя
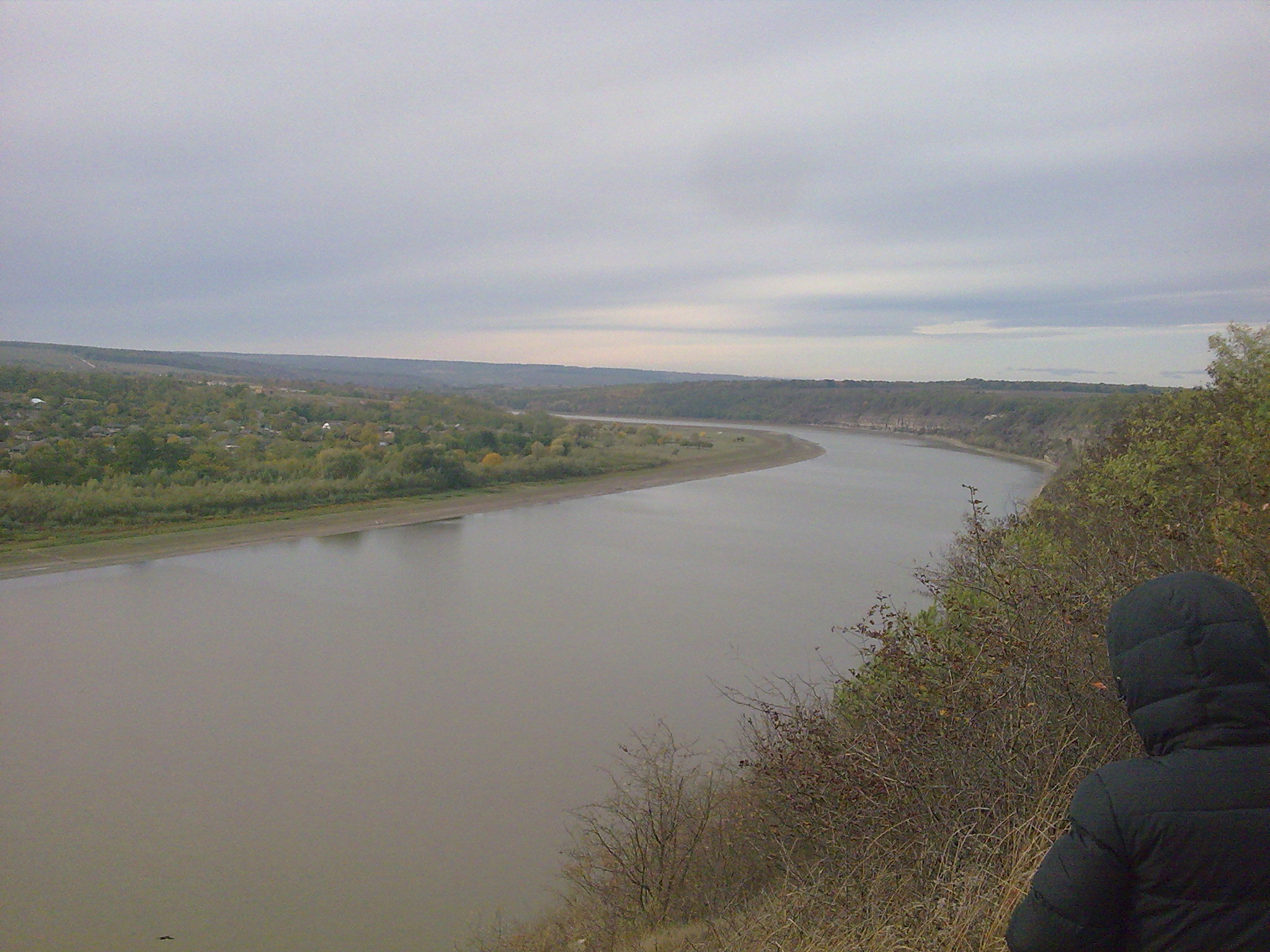
У селі Окопи
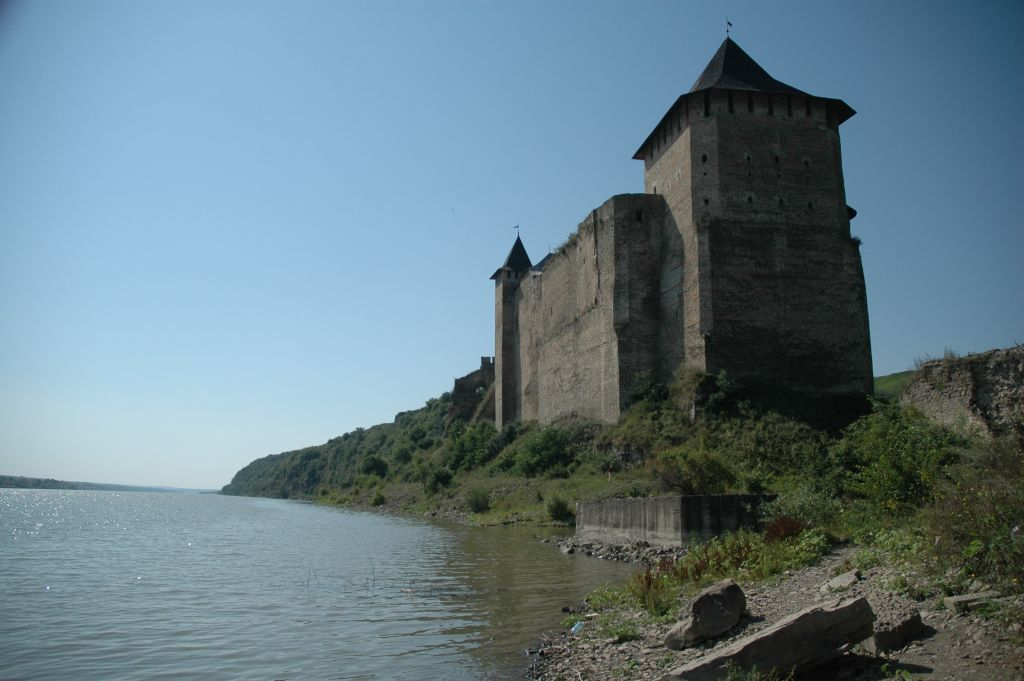
Біля Хотина
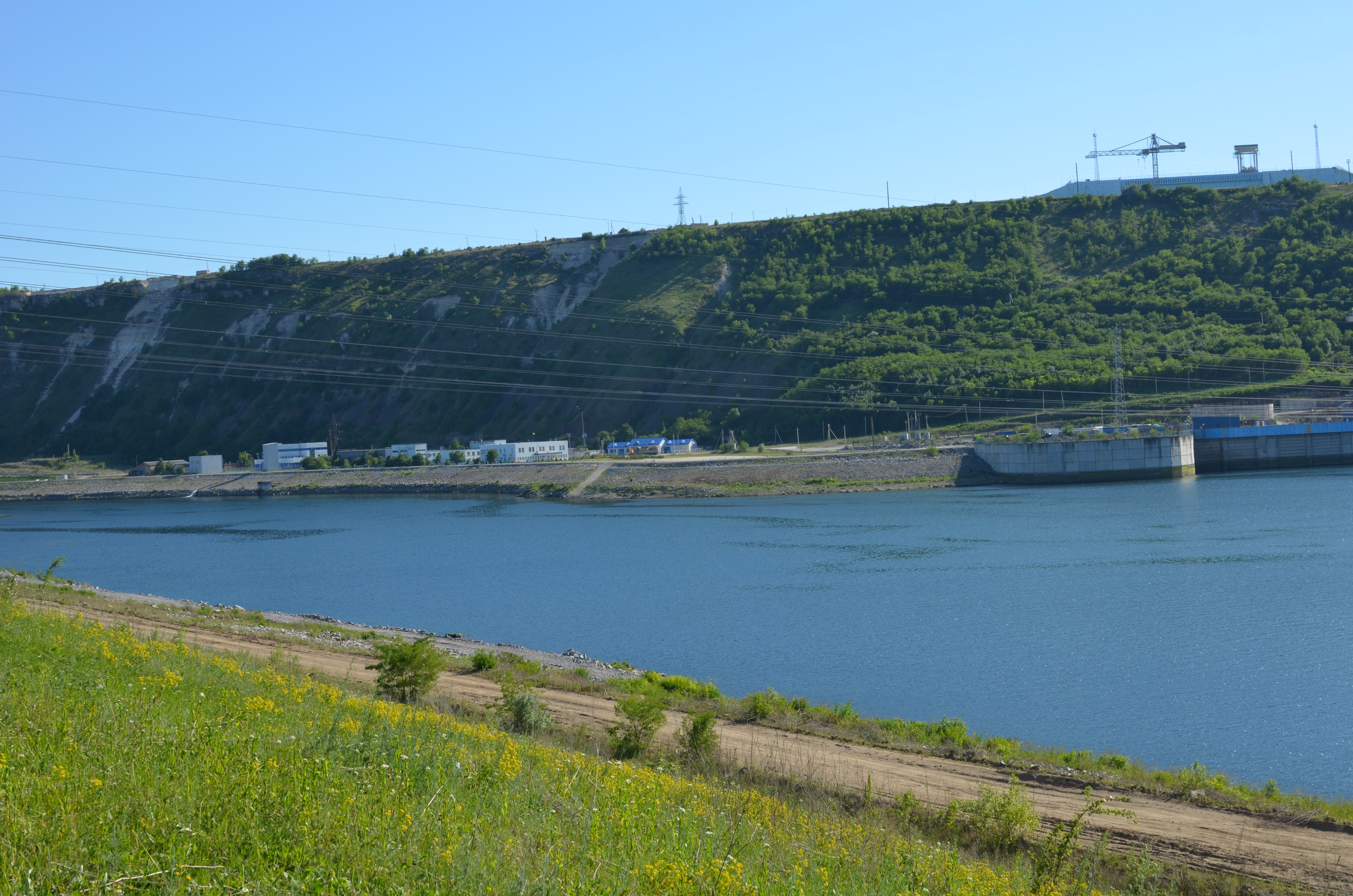
Дністер у районі села Липчани
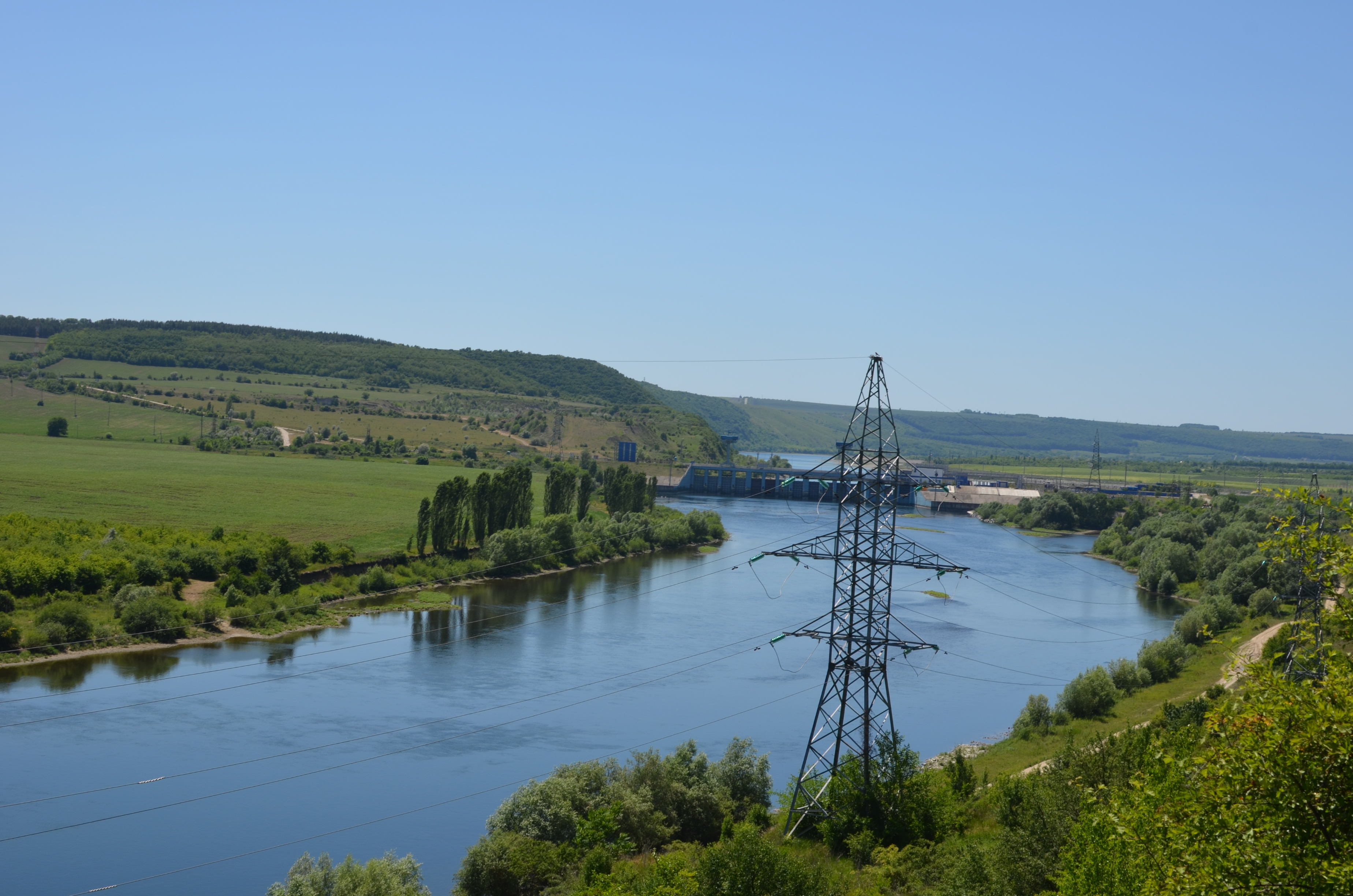
Дністровська ГЕС-2 з Нагорянських печер
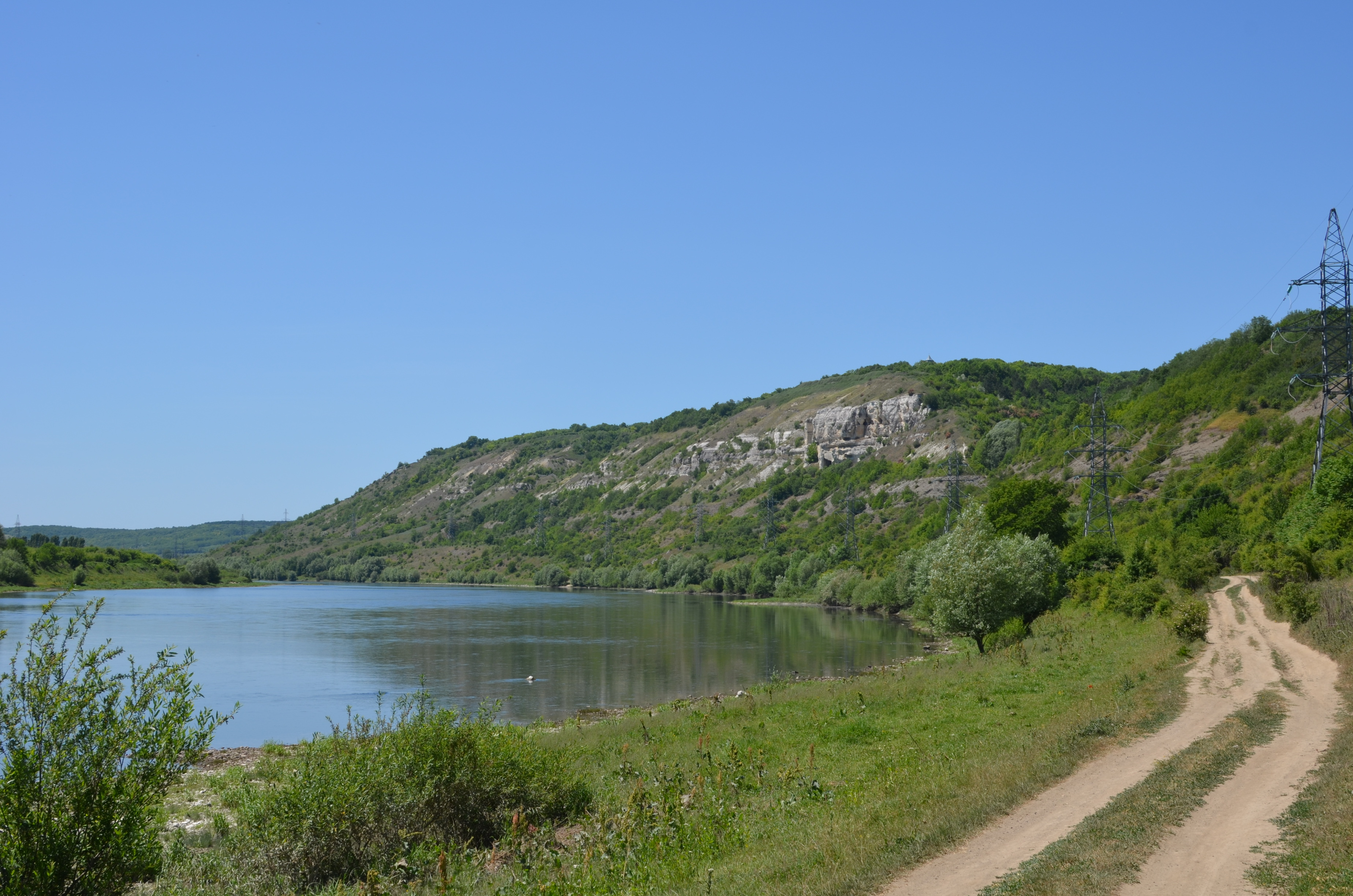
Вид на Нагорянські печери
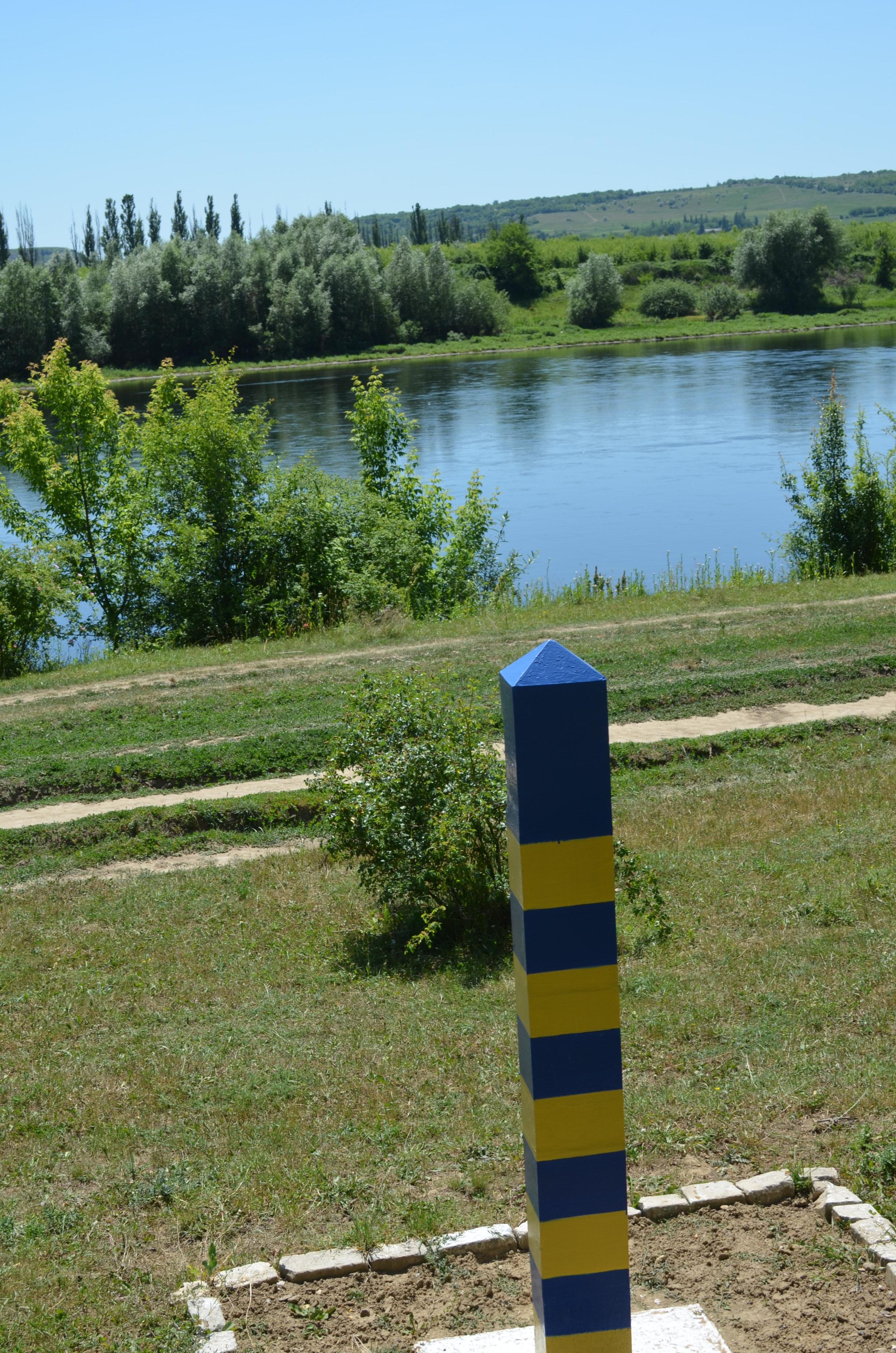
Український прикордонний стовп поблизу села Нагоряни
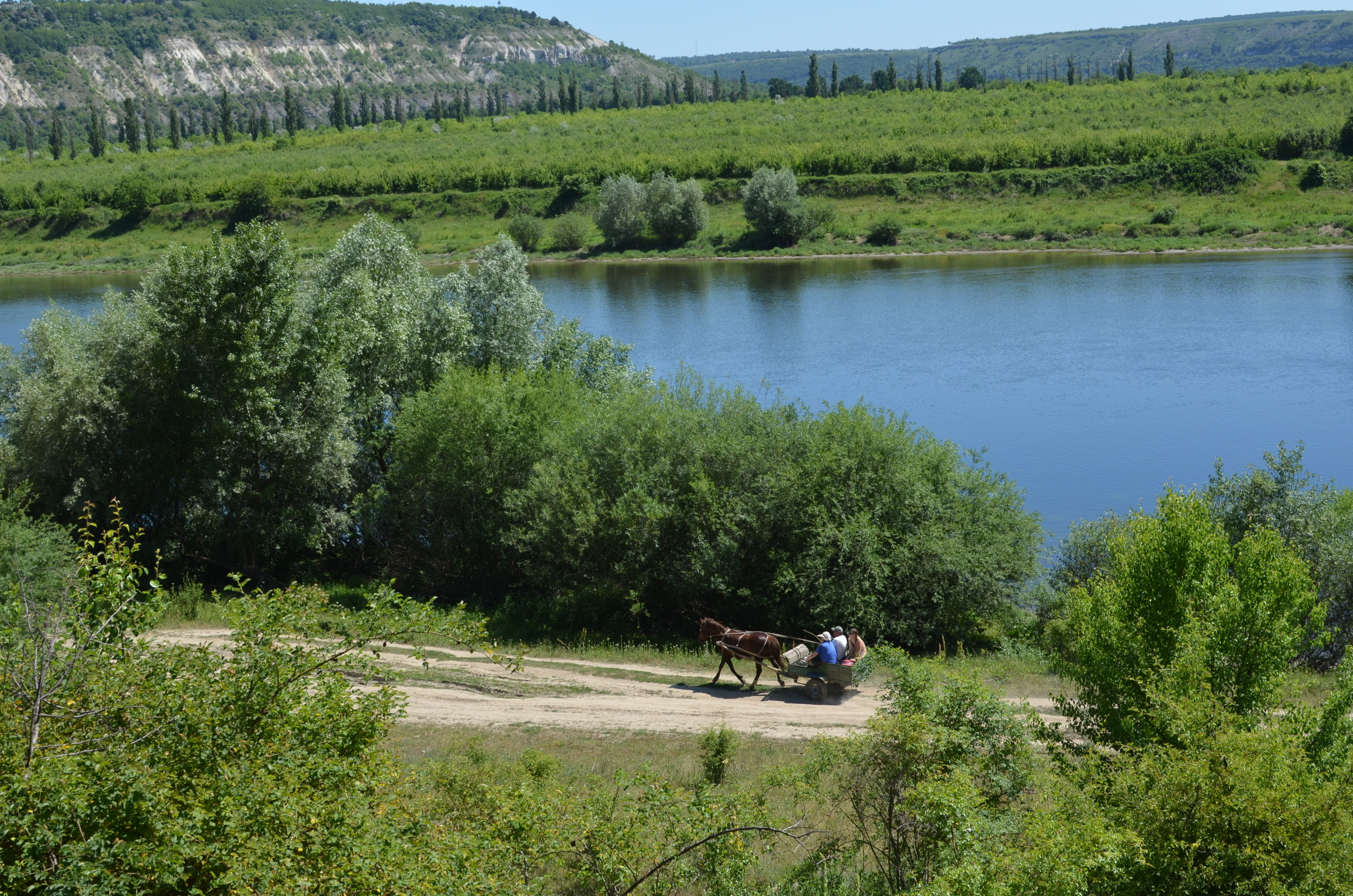
Поблизу села Нагоряни
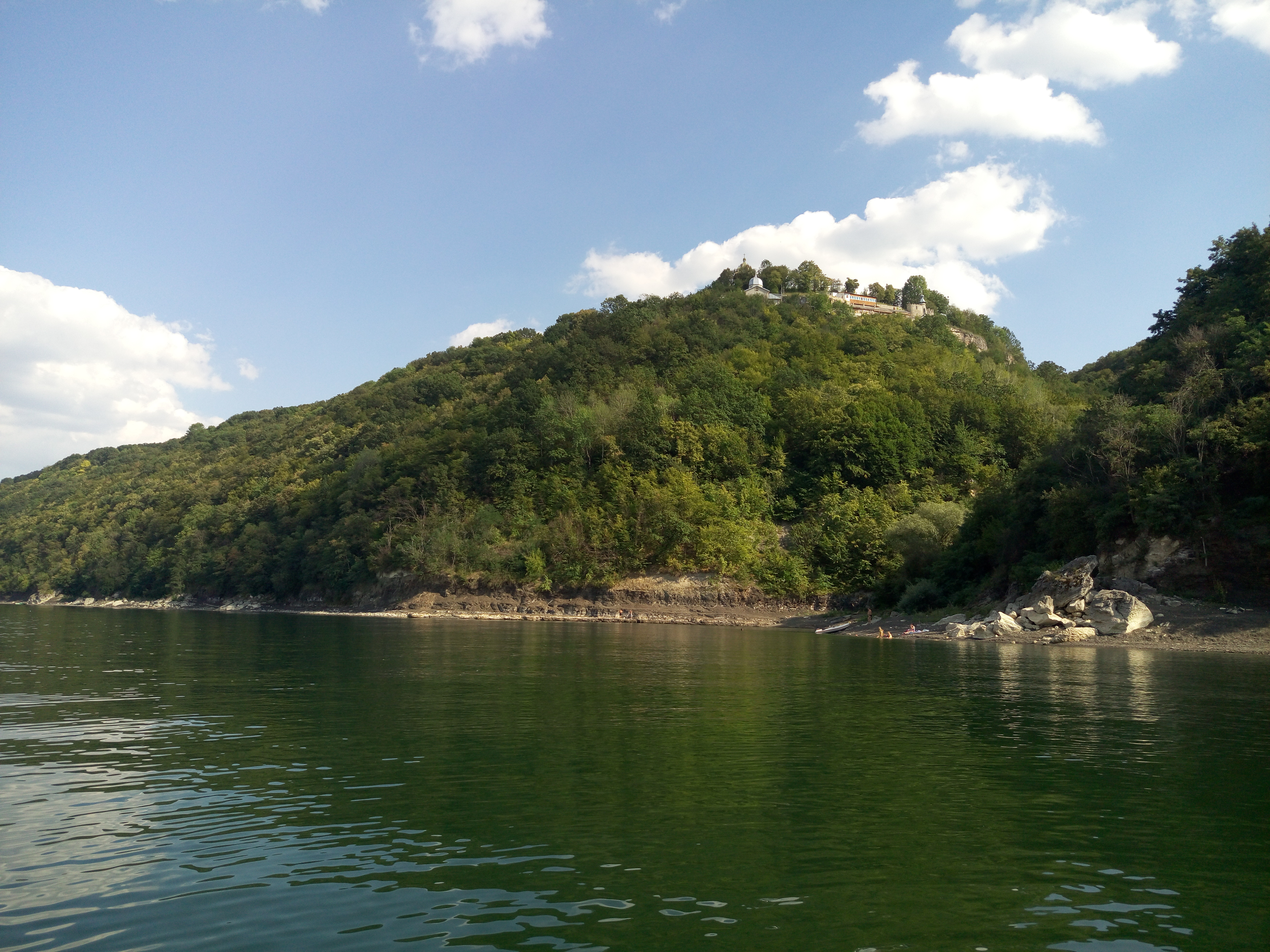
Непоротівський печерний монастир
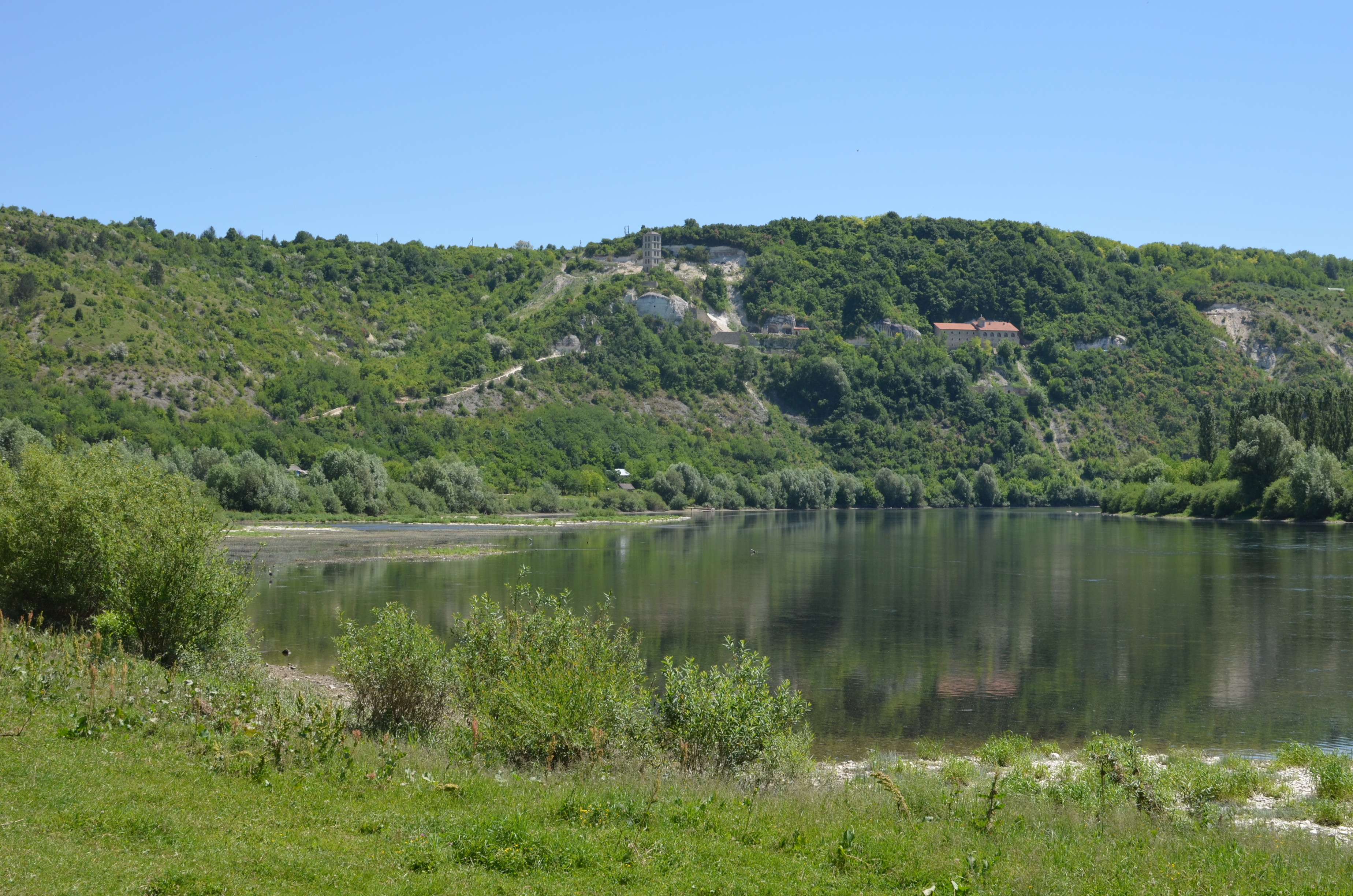
Вид на Лядівський монастир
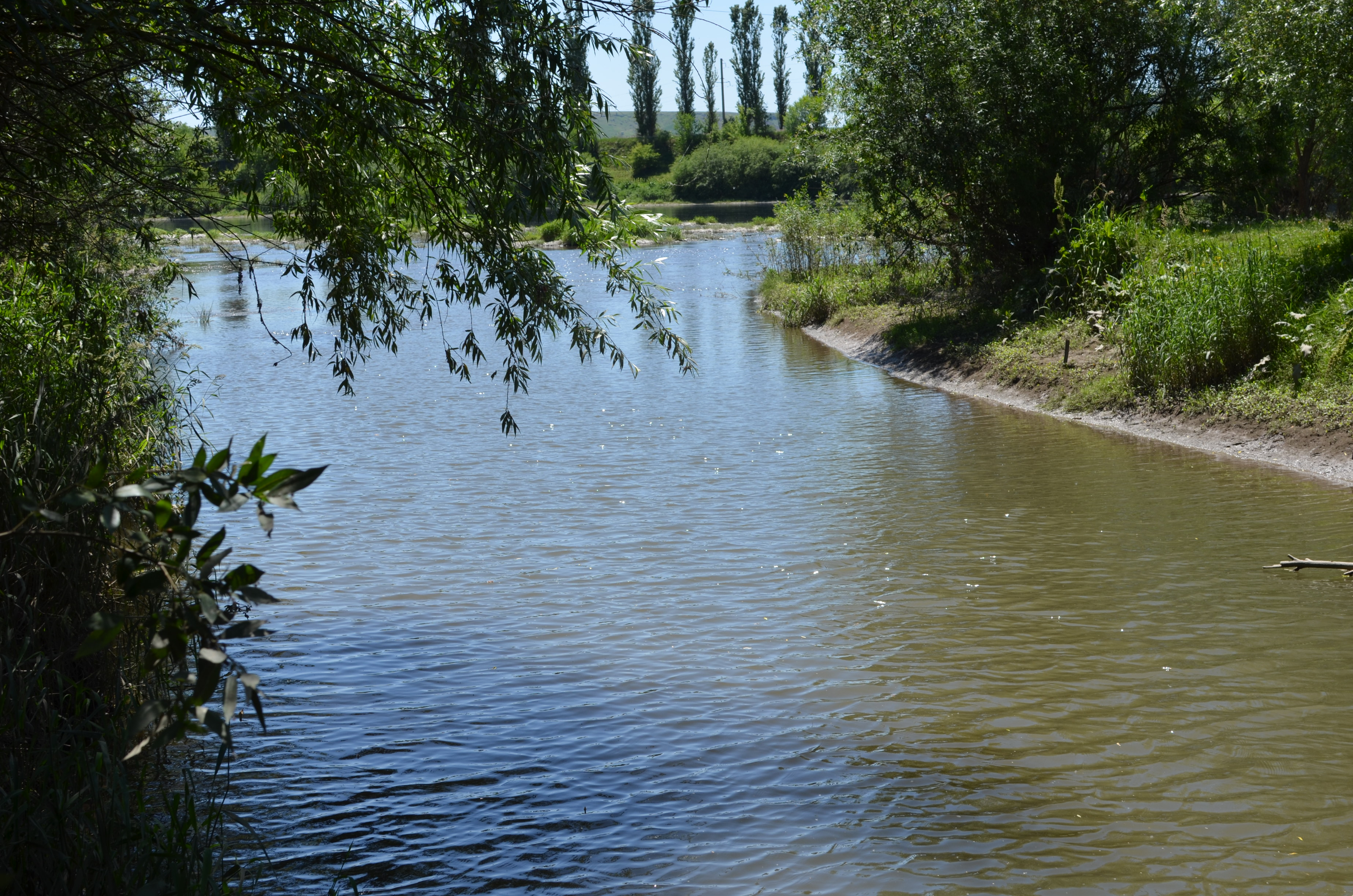
Річка Лядова впадає у Дністер
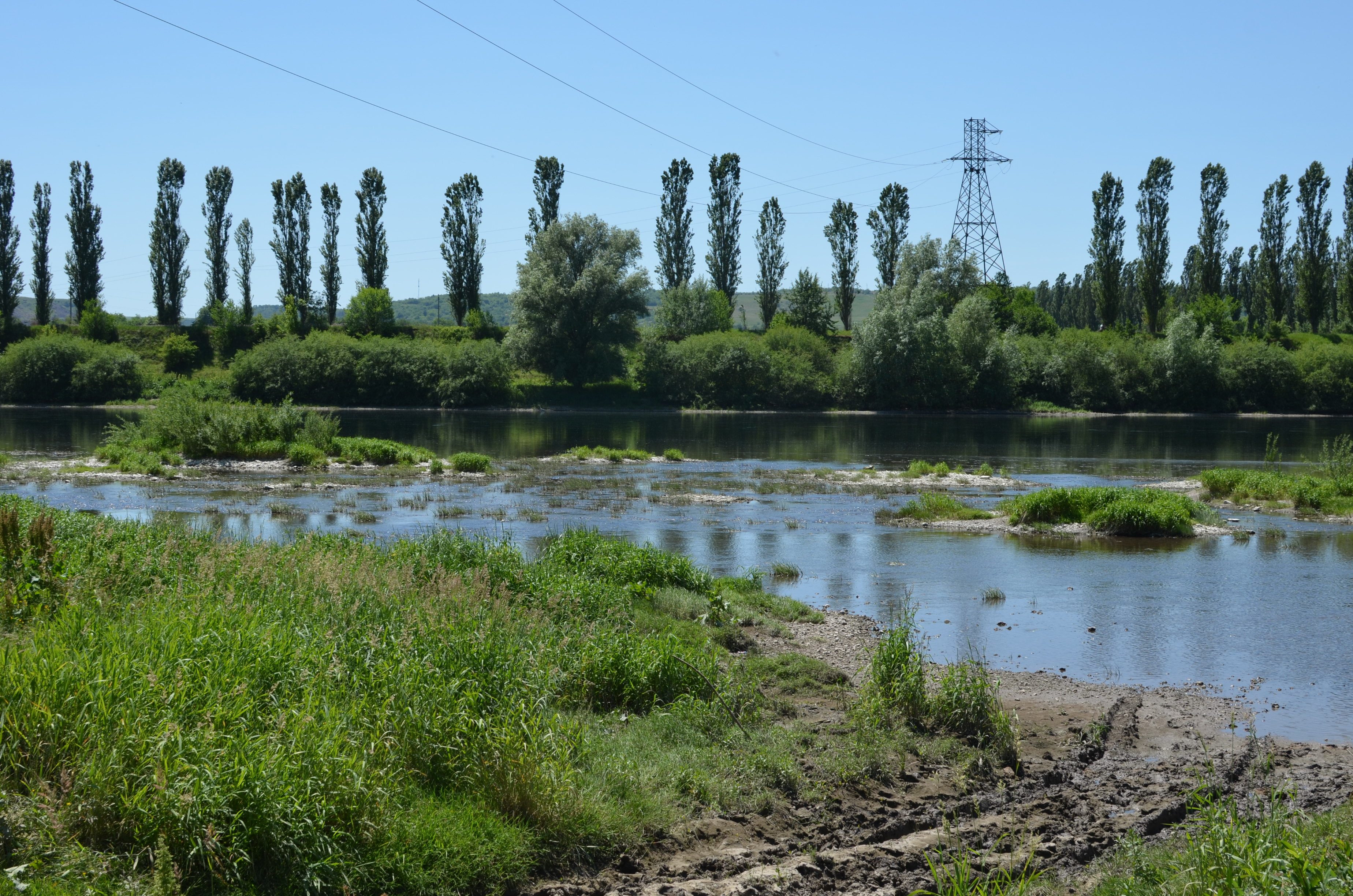
У селі Лядова
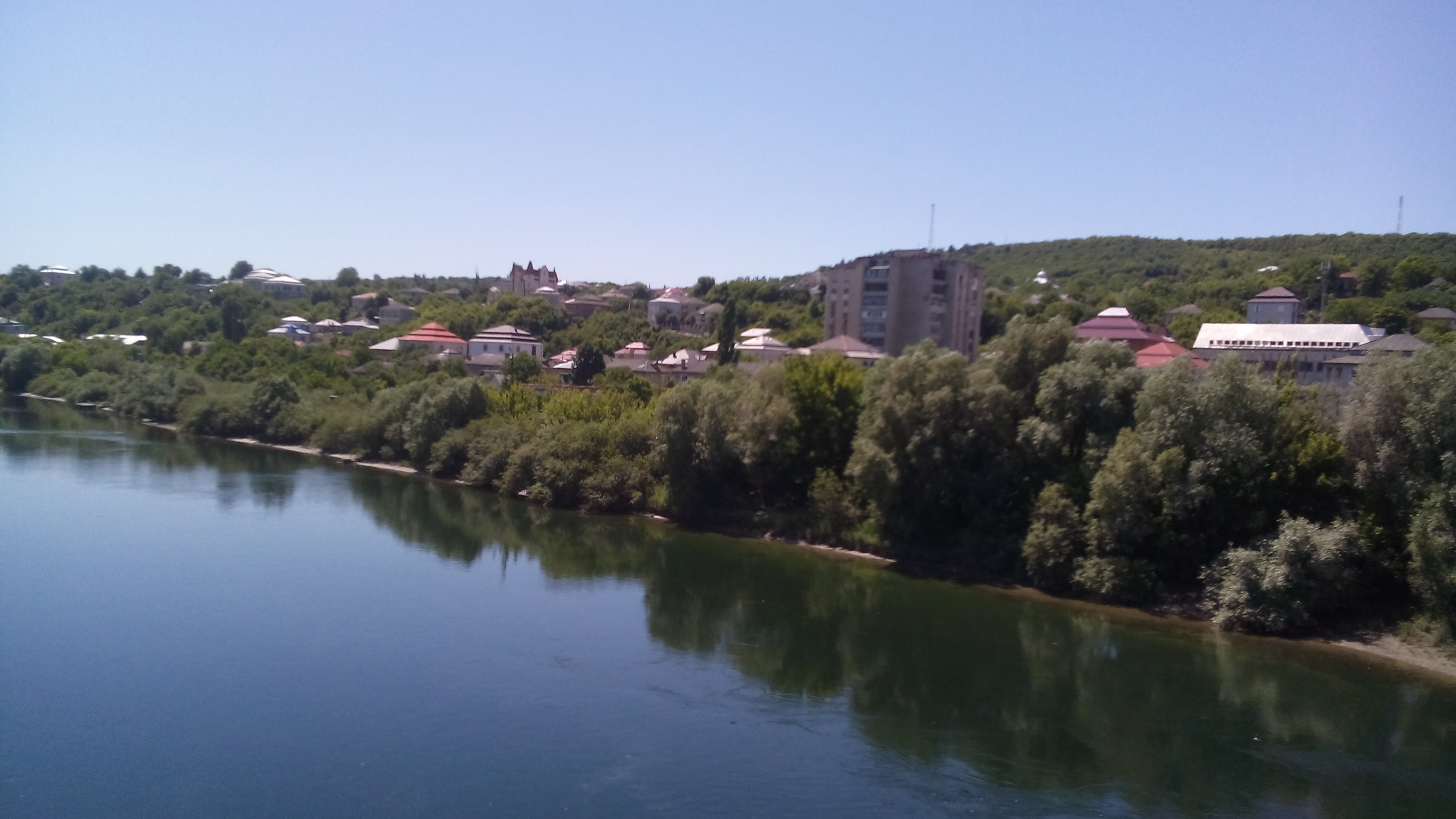
Вид на місто  м. Атаки з прикордонного моста
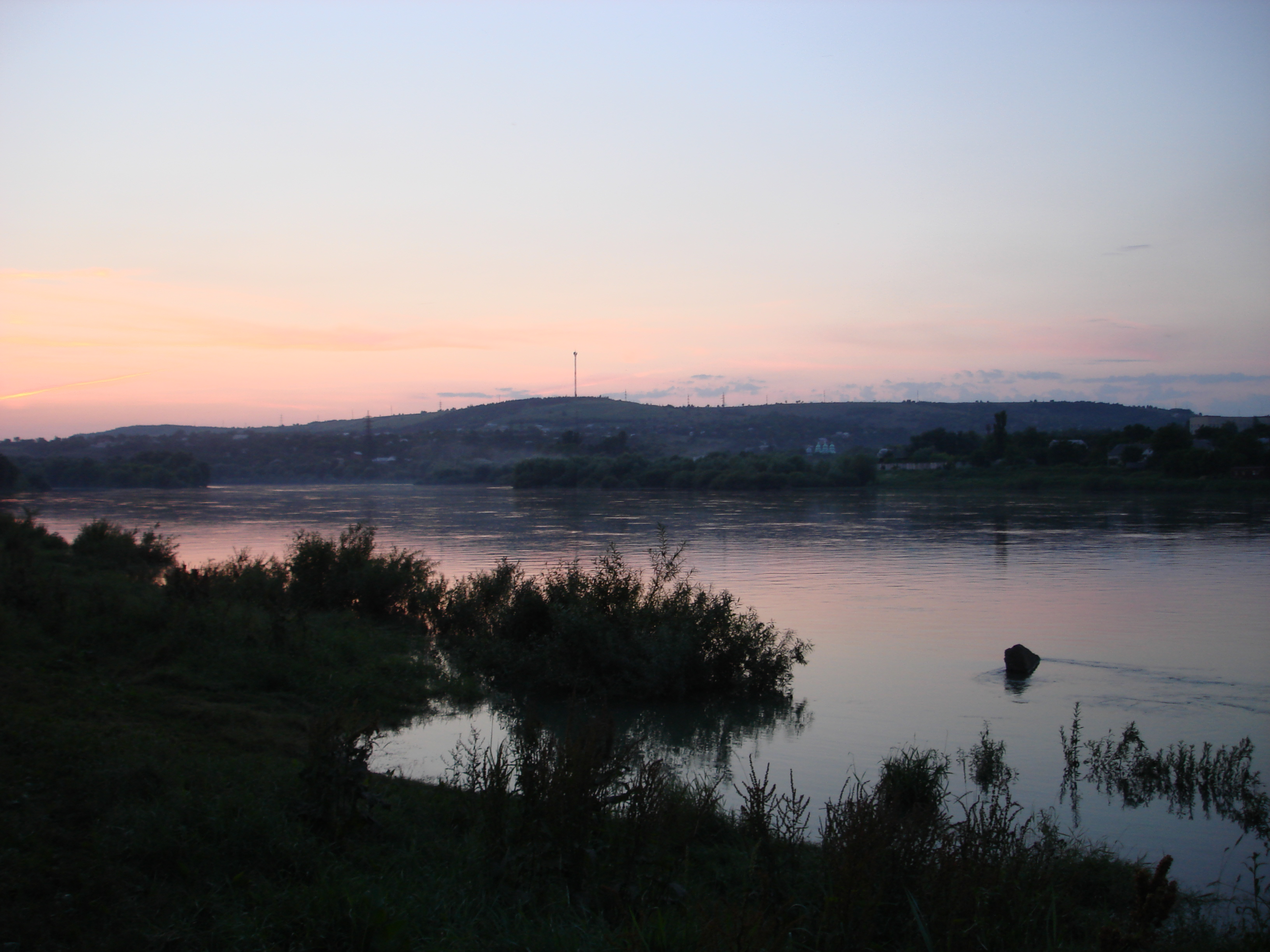
Біля Могилів-Подільського з молдовського берега
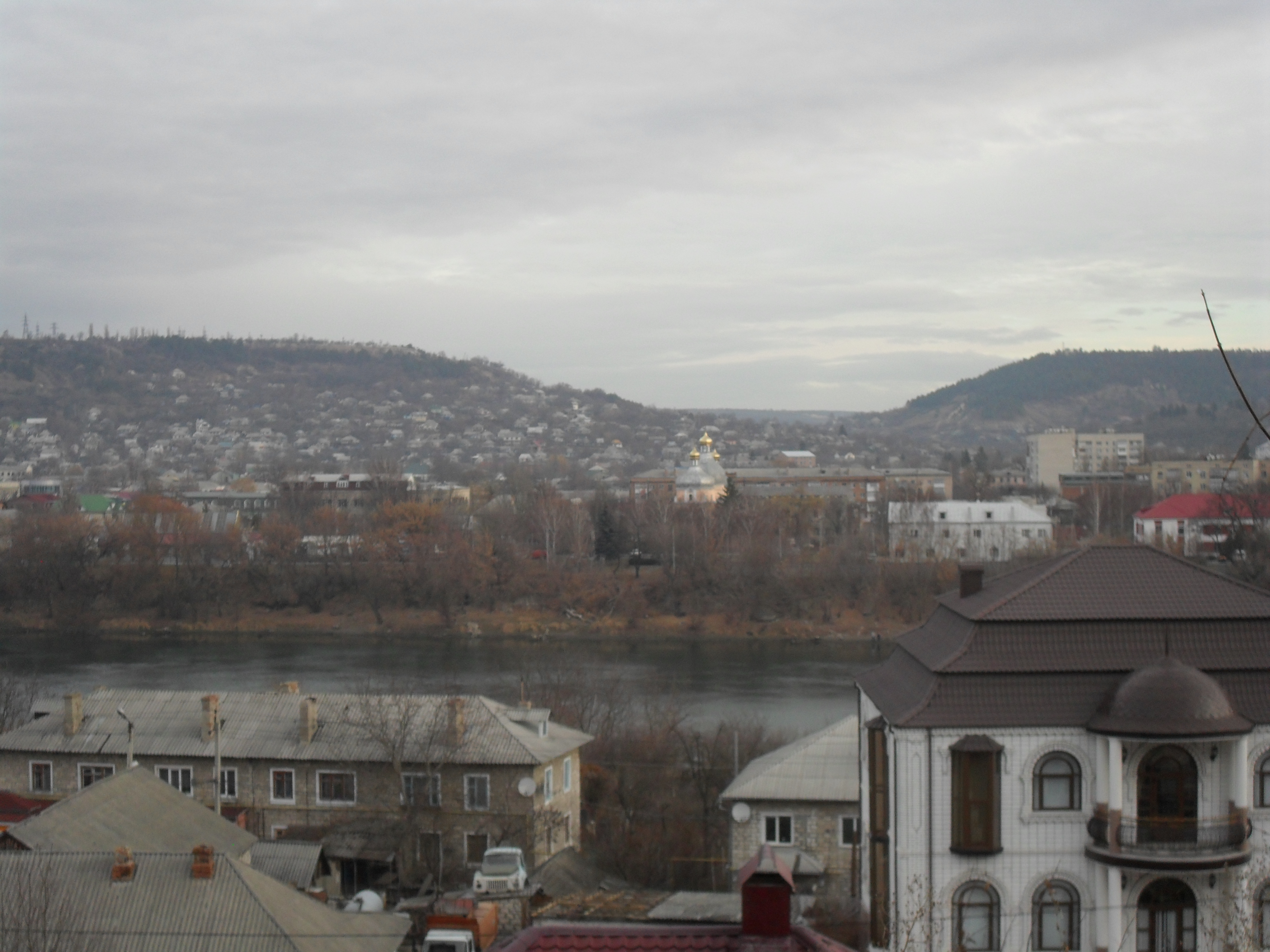
Вигляд з м. Атаки на Могилів-Подільський через Дністер
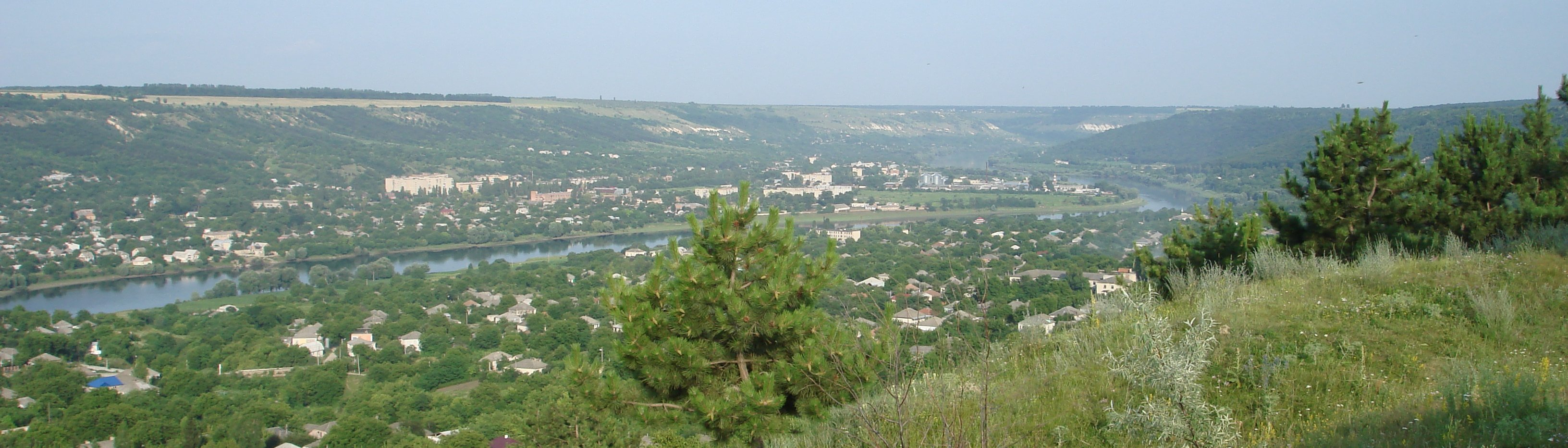
Поблизу Атак та Каларашовки
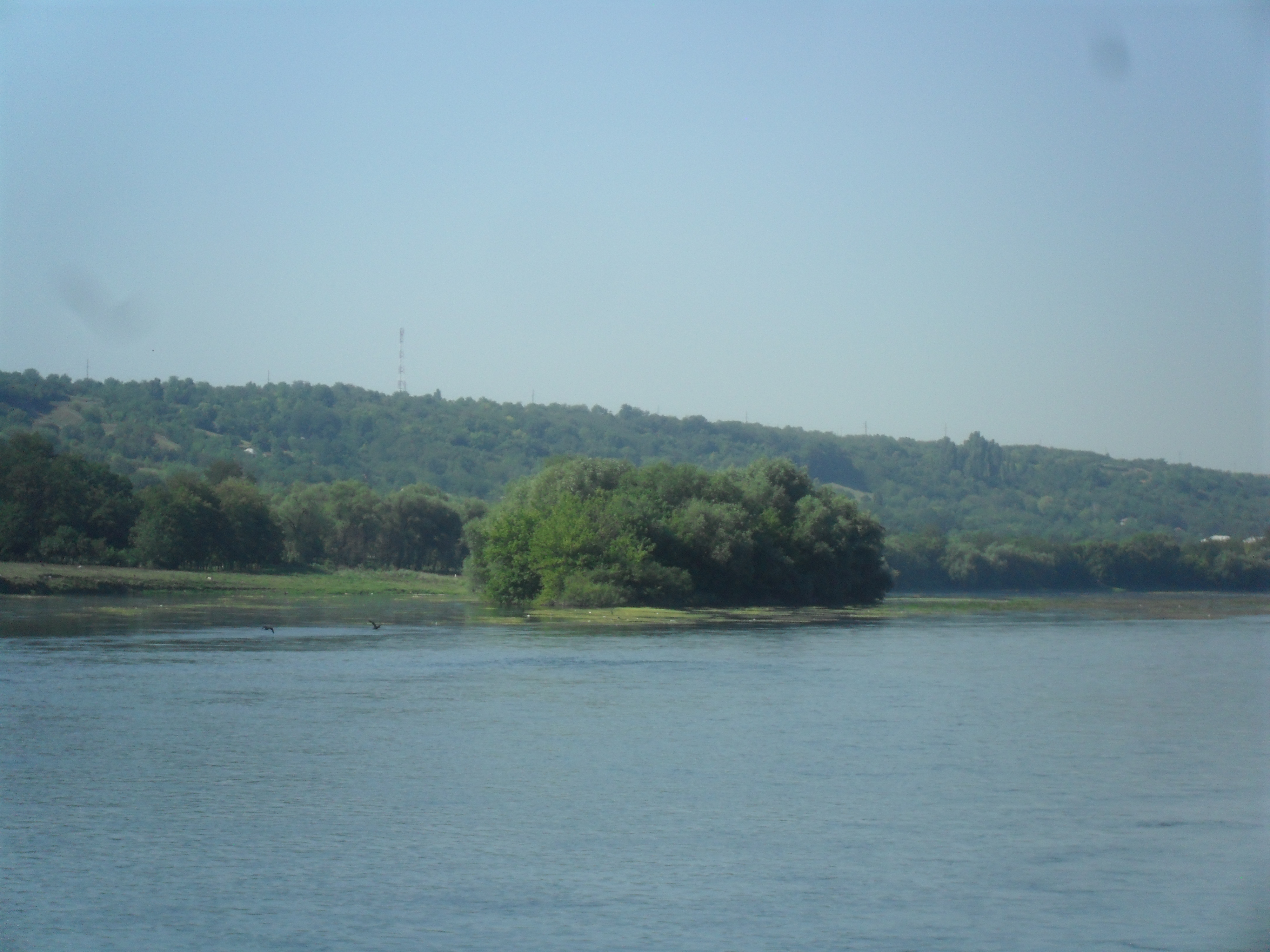
Острів на Дністрі в районі села Косеуць
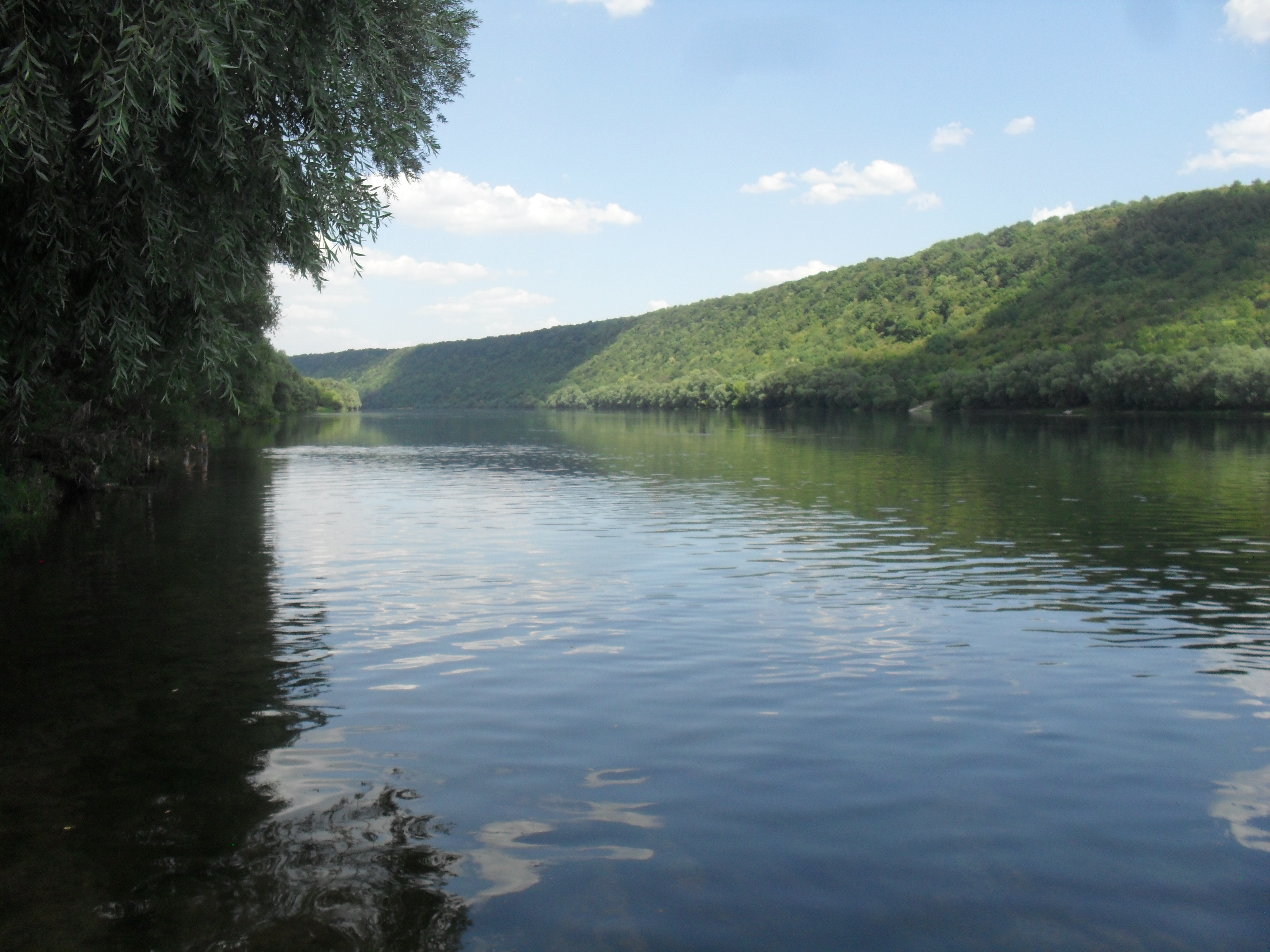
У районі Нові Сороки міста Сороки
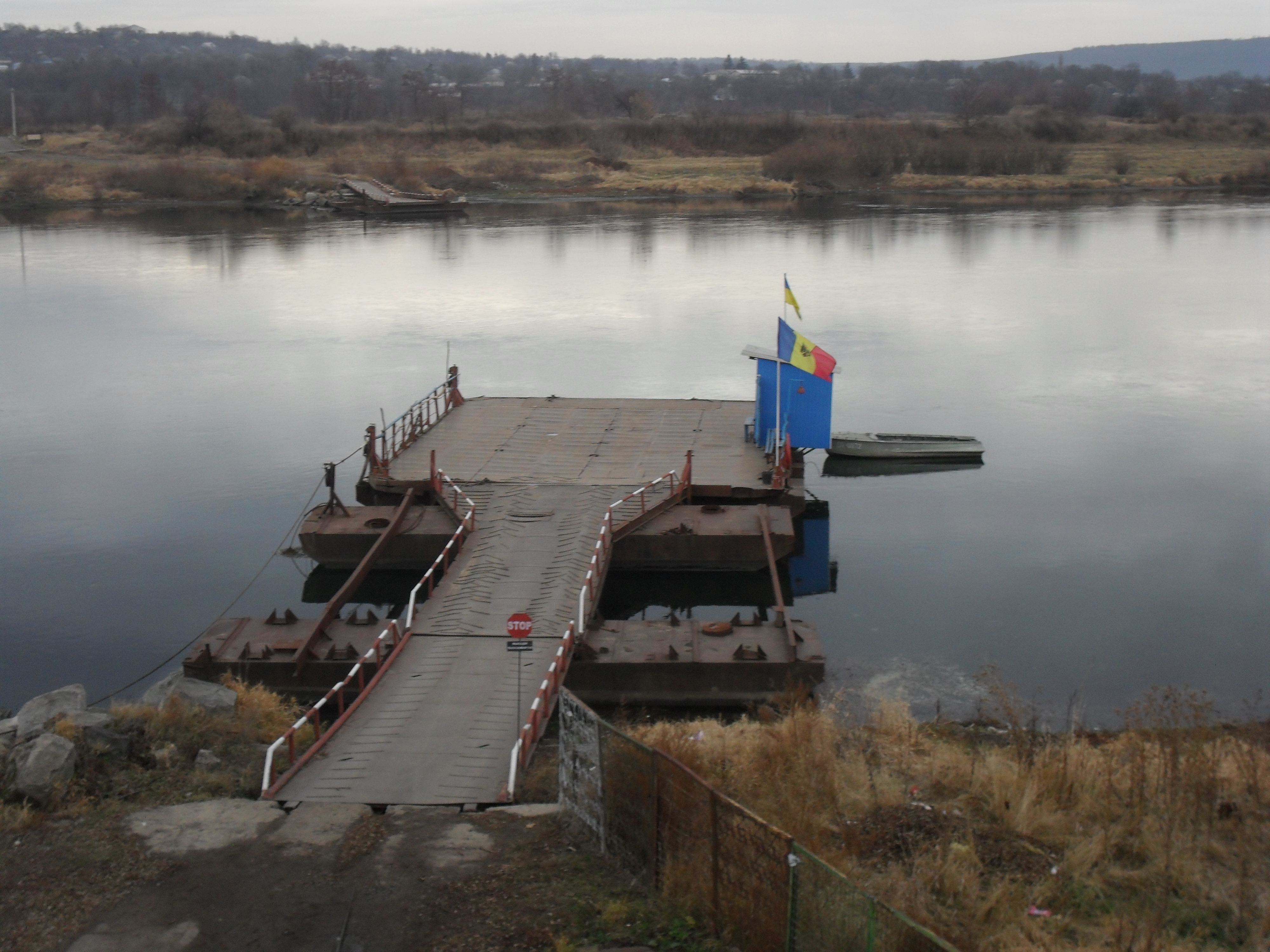
Поромна переправа на пункті пропуску Сороки — Цекинівка
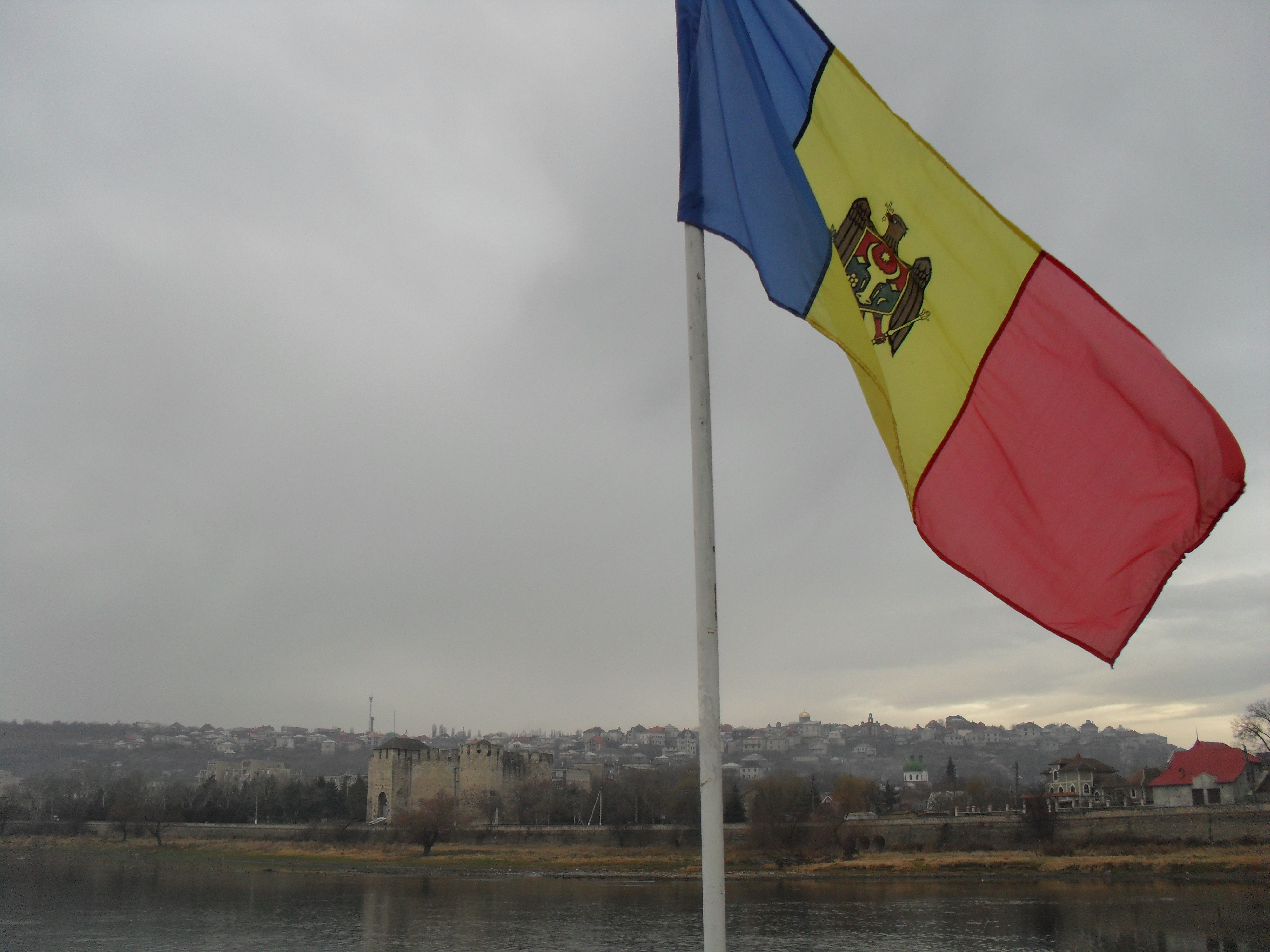
Вигляд з порома на місто Сороки та Сороцьку фортецю
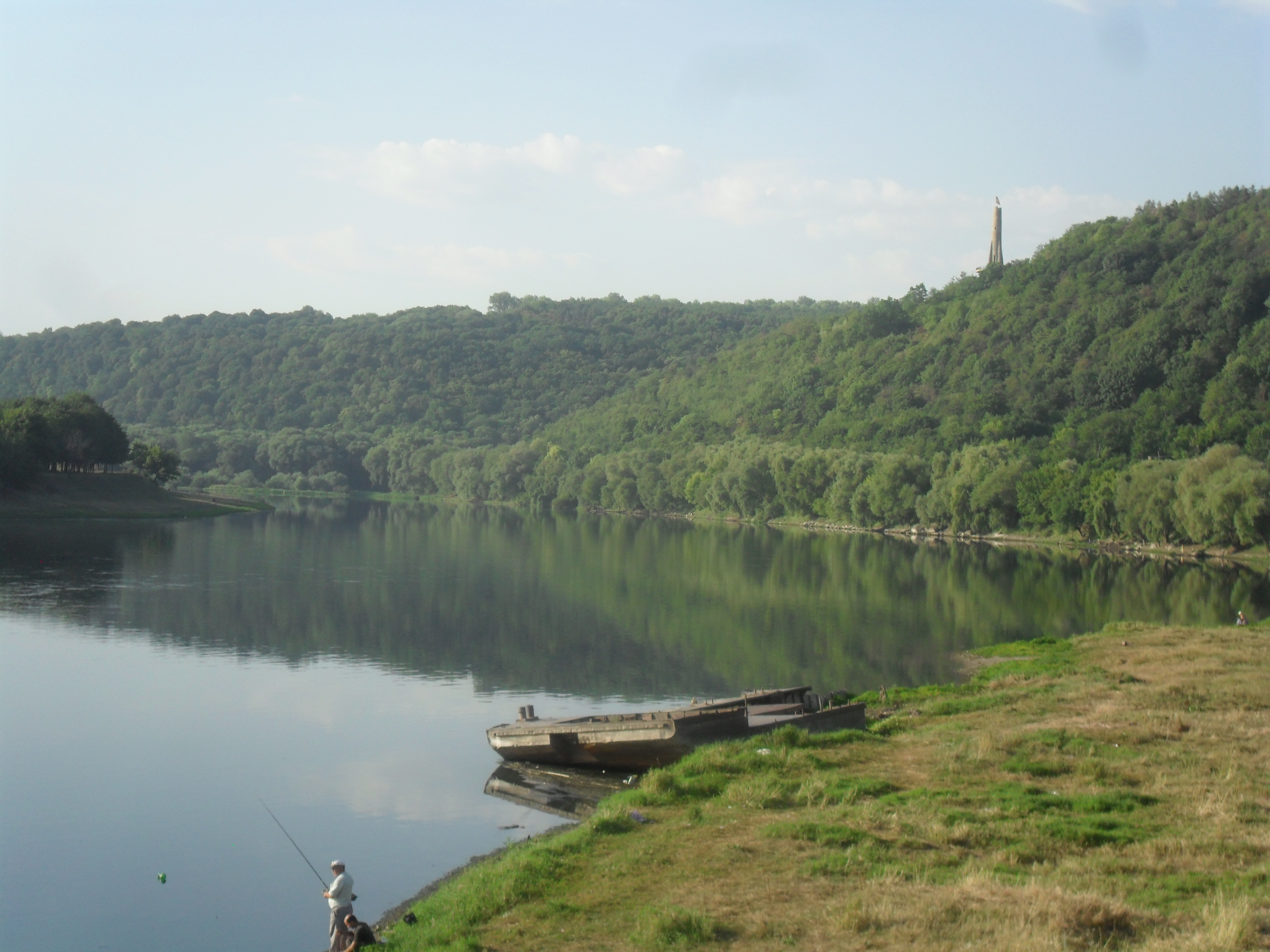
У Сороках. Праворуч видно Свічу Подяки
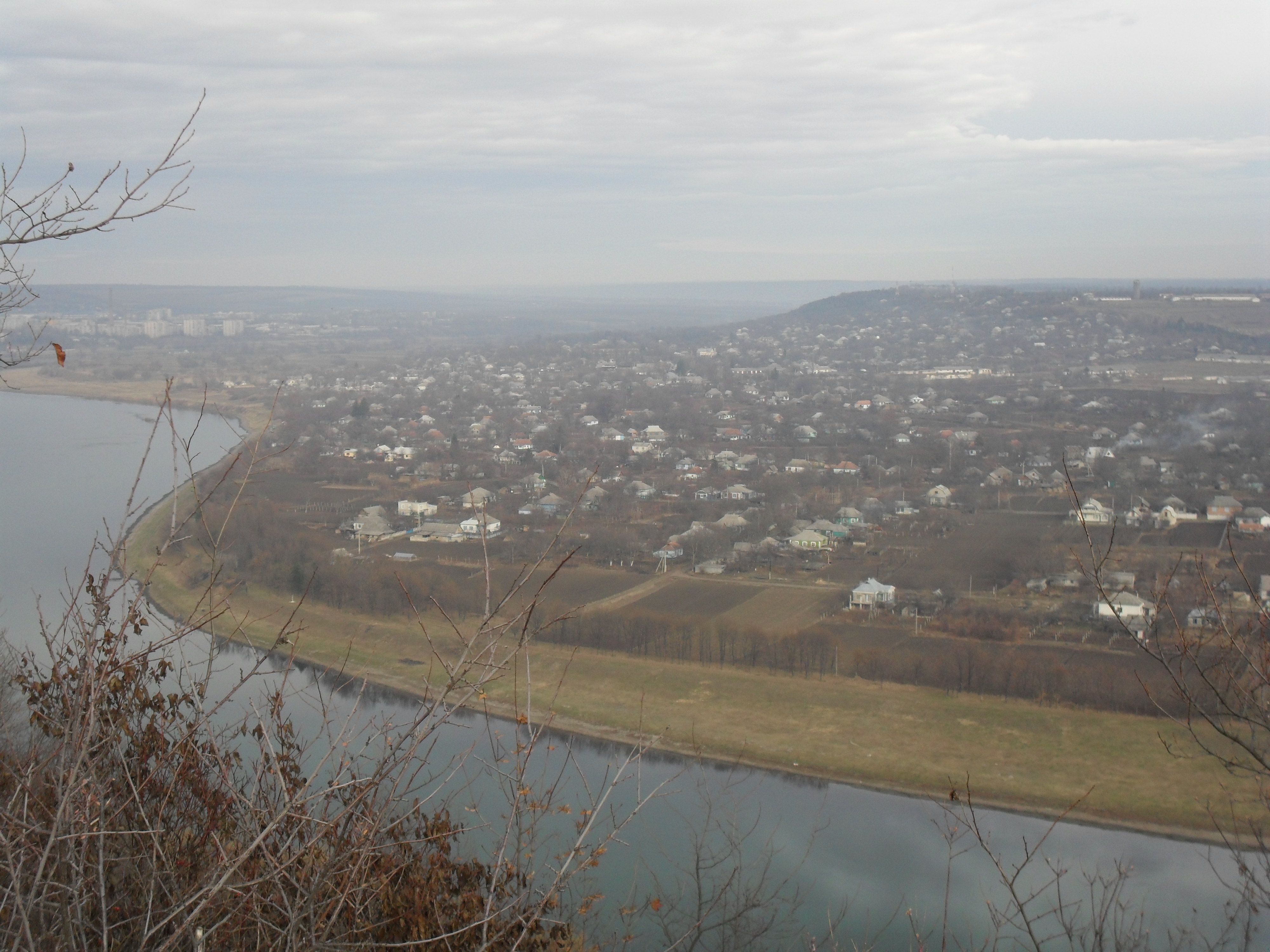
Вигляд на село Цекинівка зі Свічі Подяки в м. Сороки
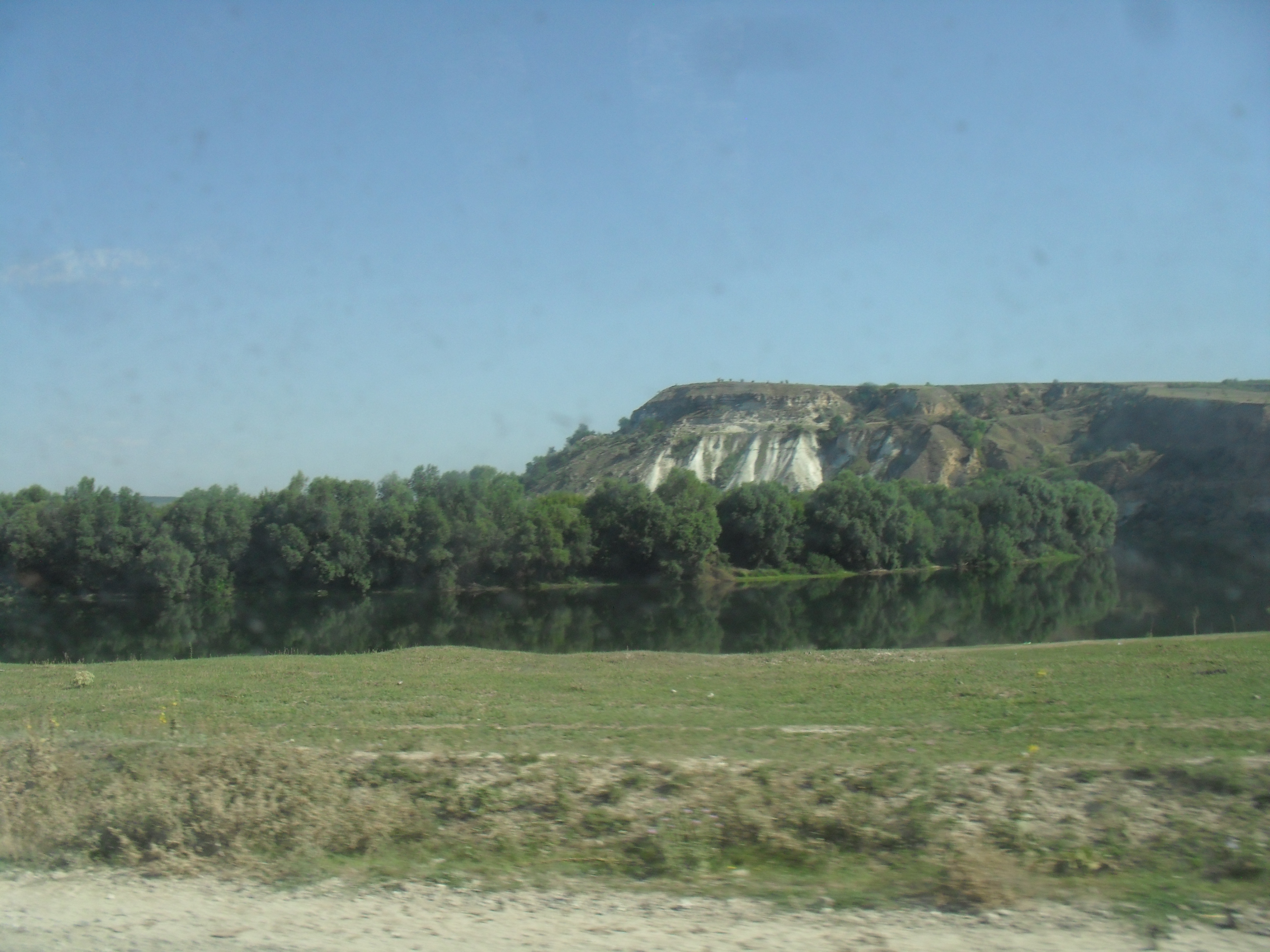
Поблизу сіл Слобозія-Варанкеу та Варанкеу
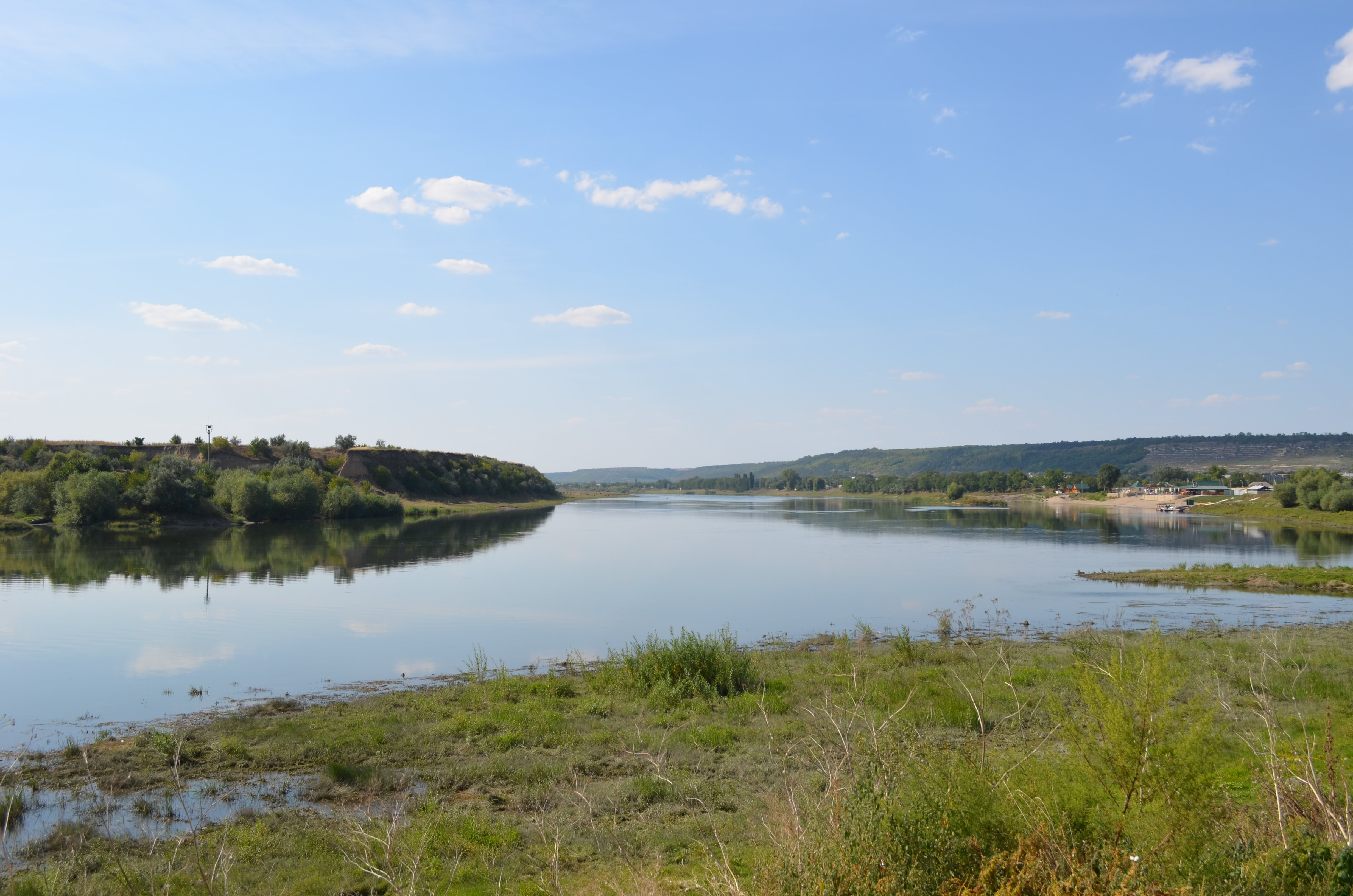
У районі Кам'янки
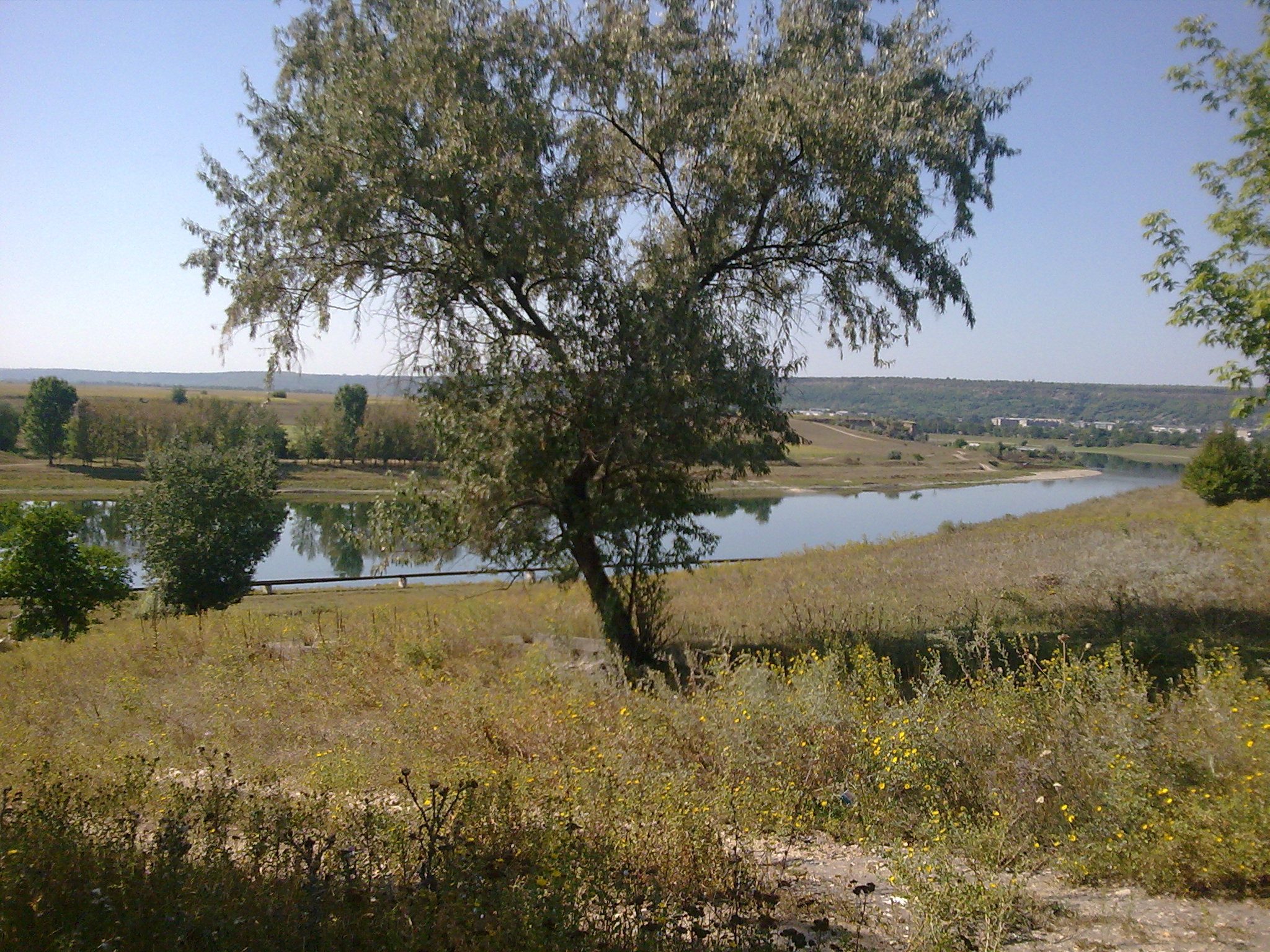
У районі м. Кам'янка
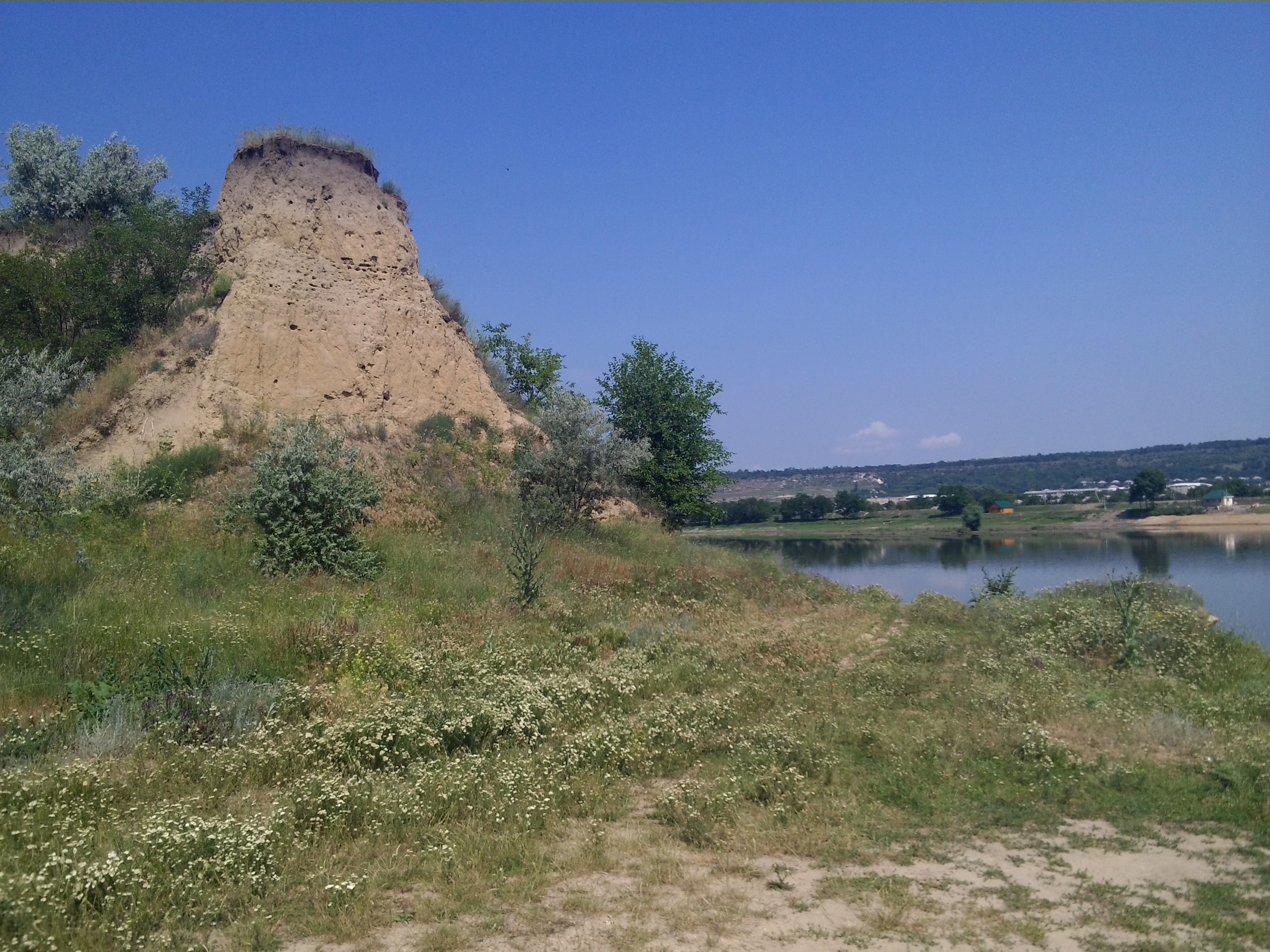
У селі Сенетеука
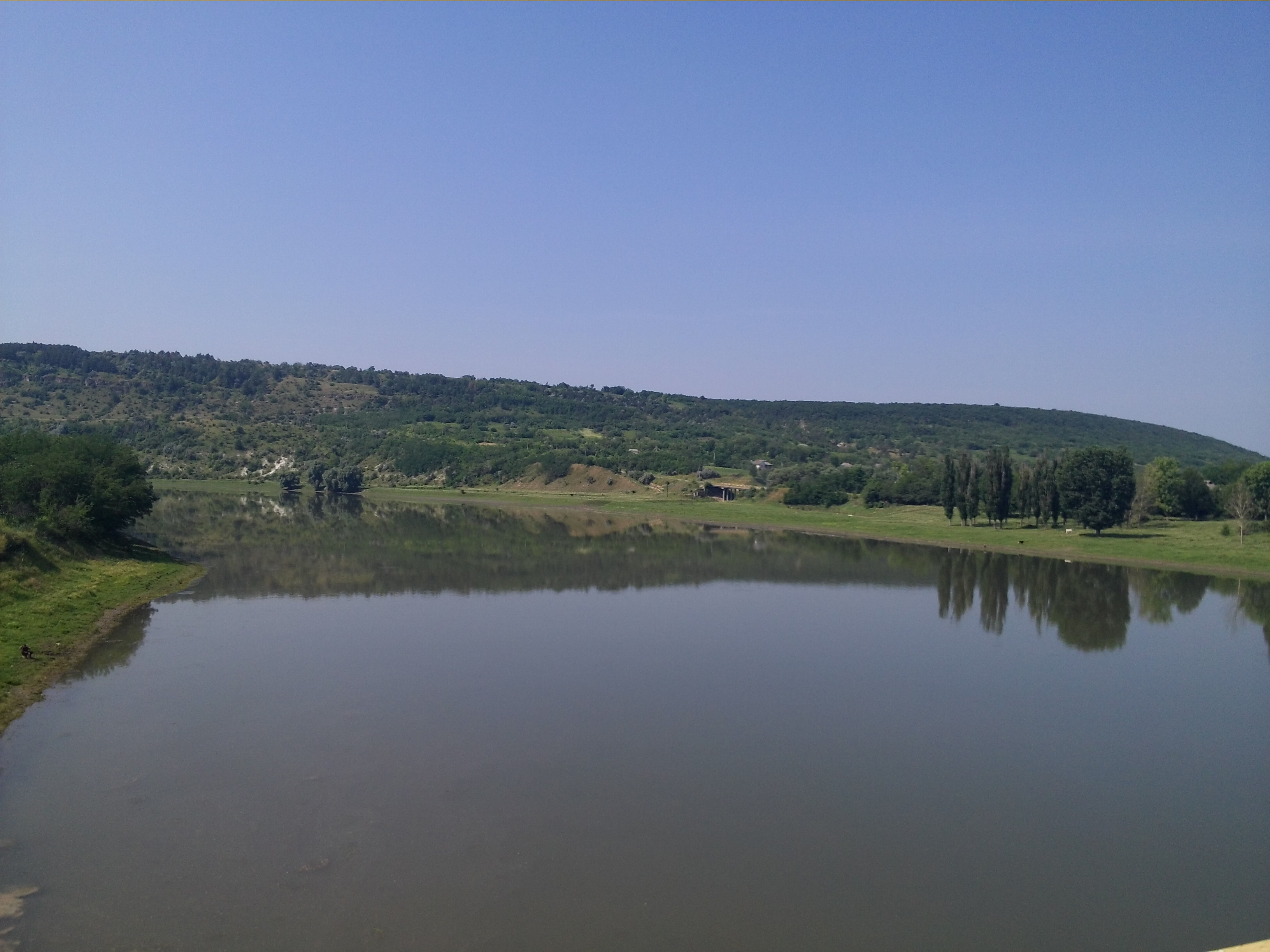
Вид з моста між м. Кам'янка та с. Сенетеука
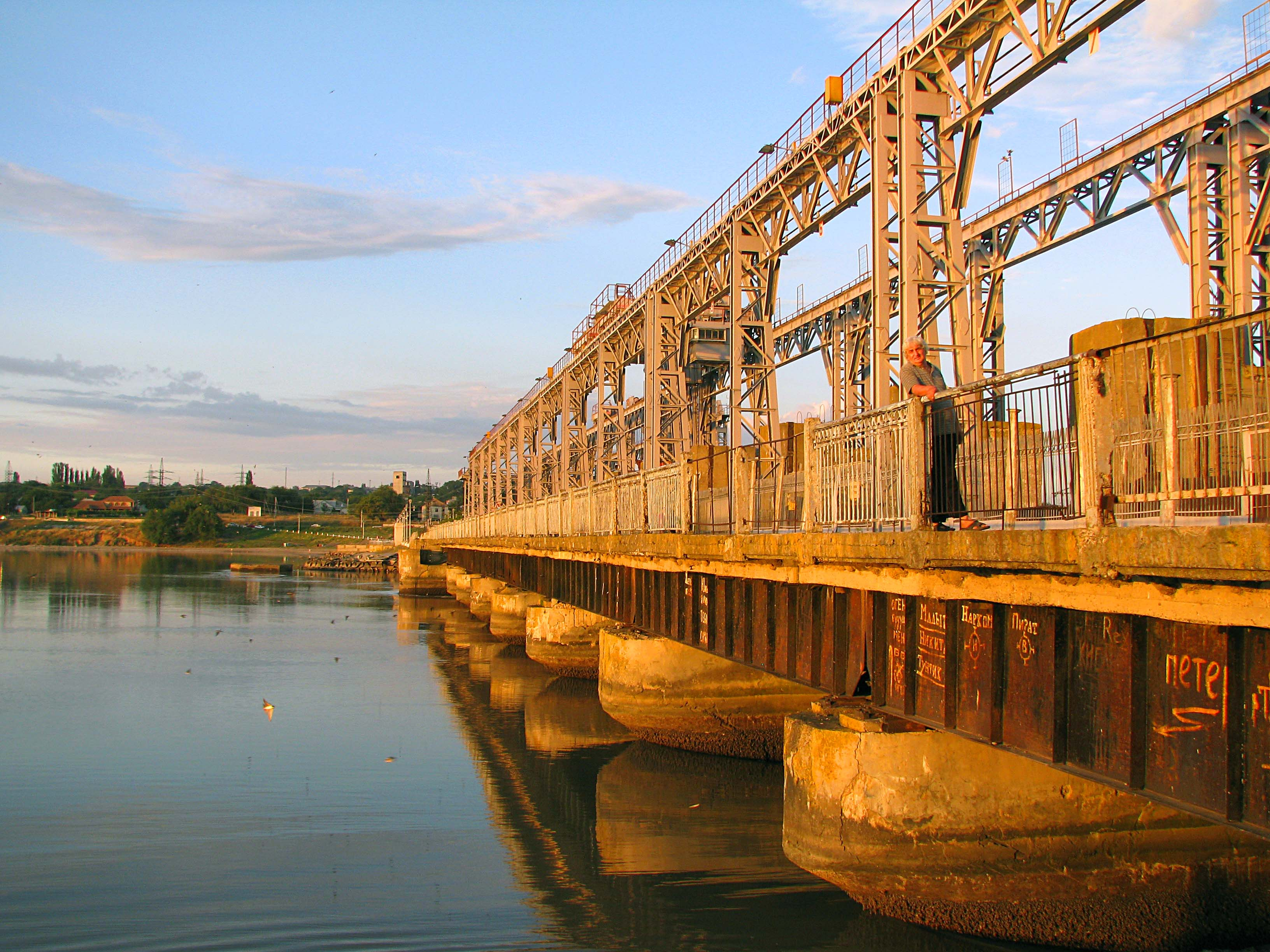
Дубоссарська ГЕС
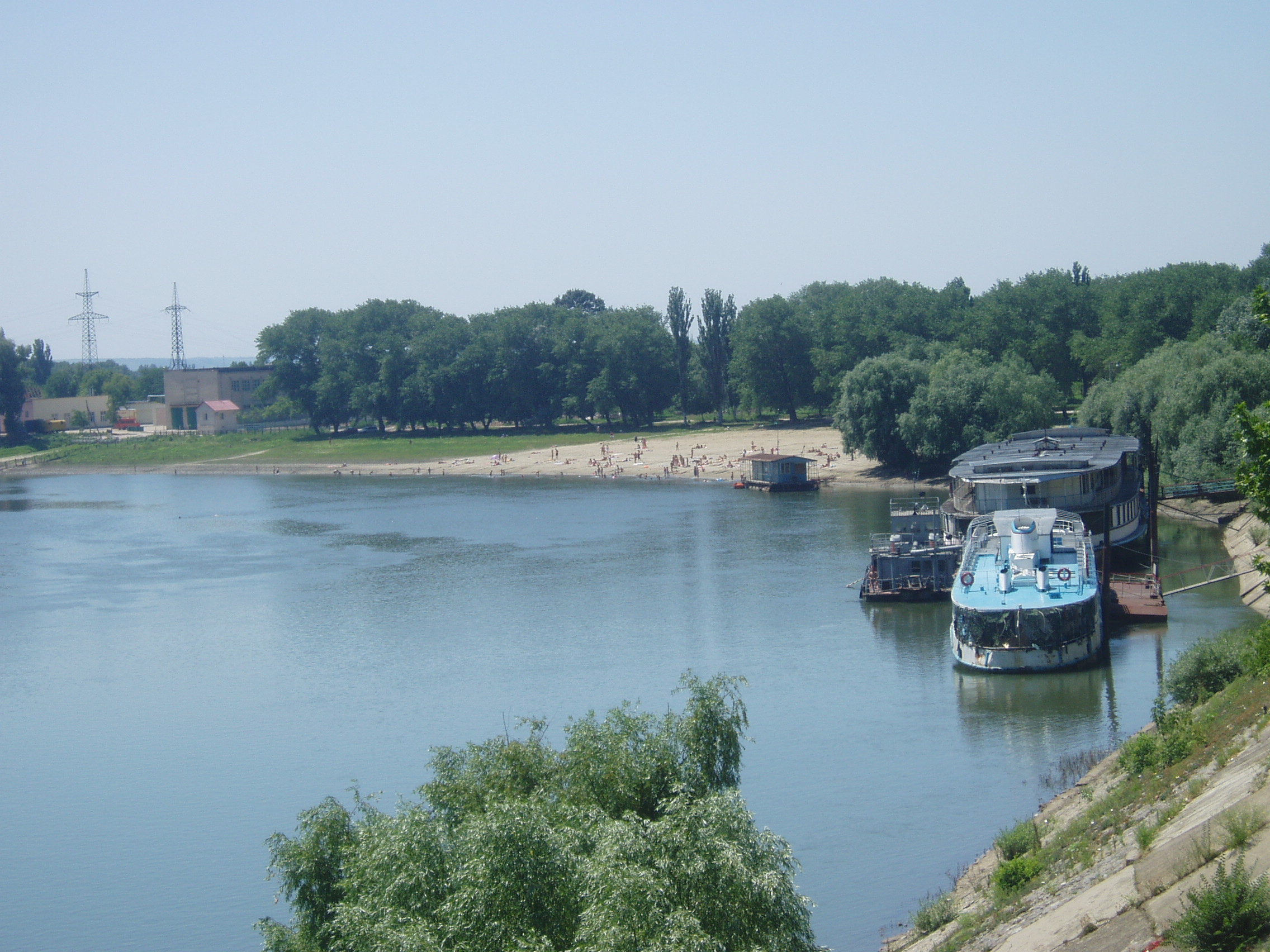
У Тирасполі
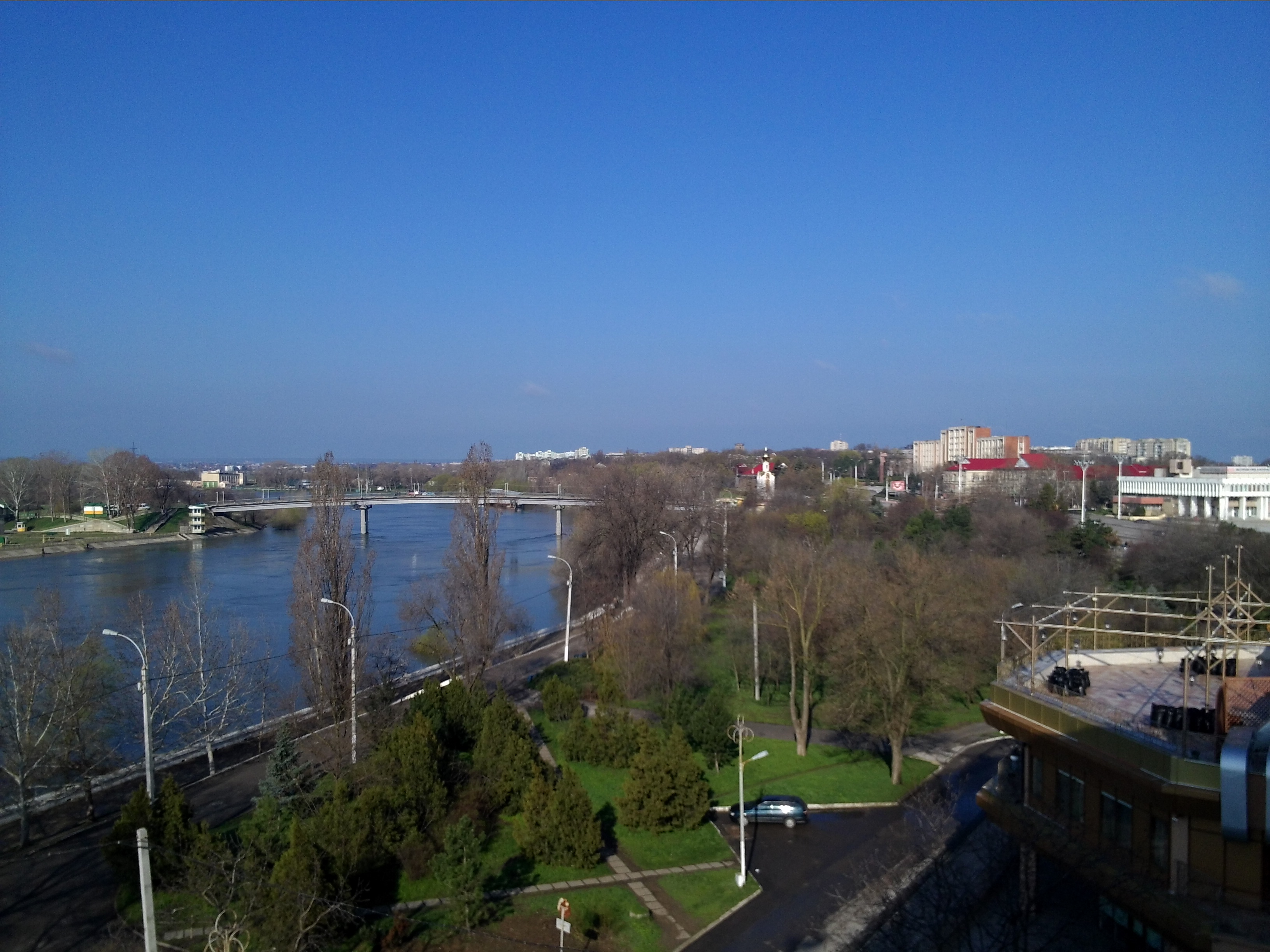
Тирасполь. Вигляд з готелю «АИСТ»
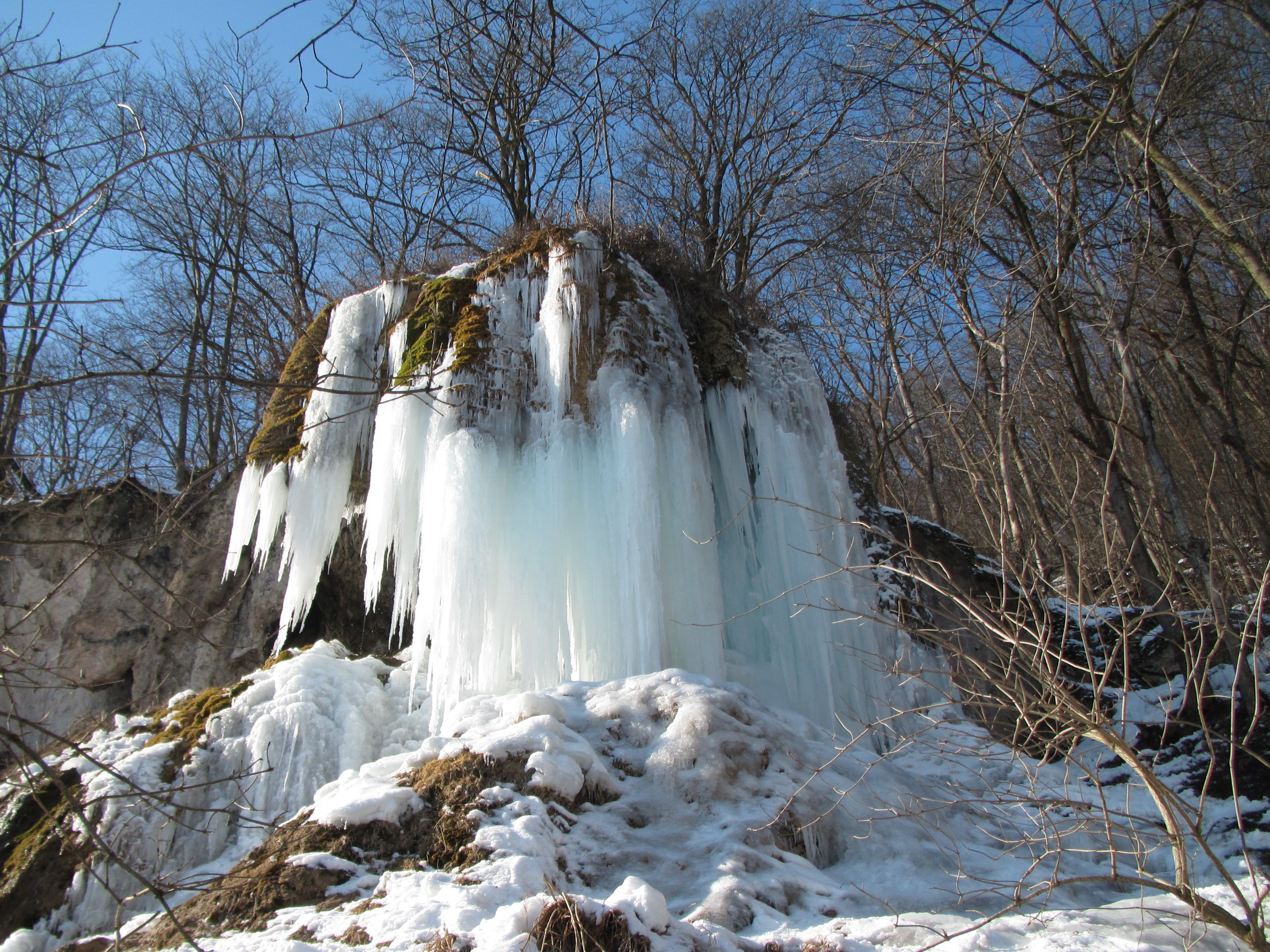
Водоспад Дівочі Сльози на березі Дністра
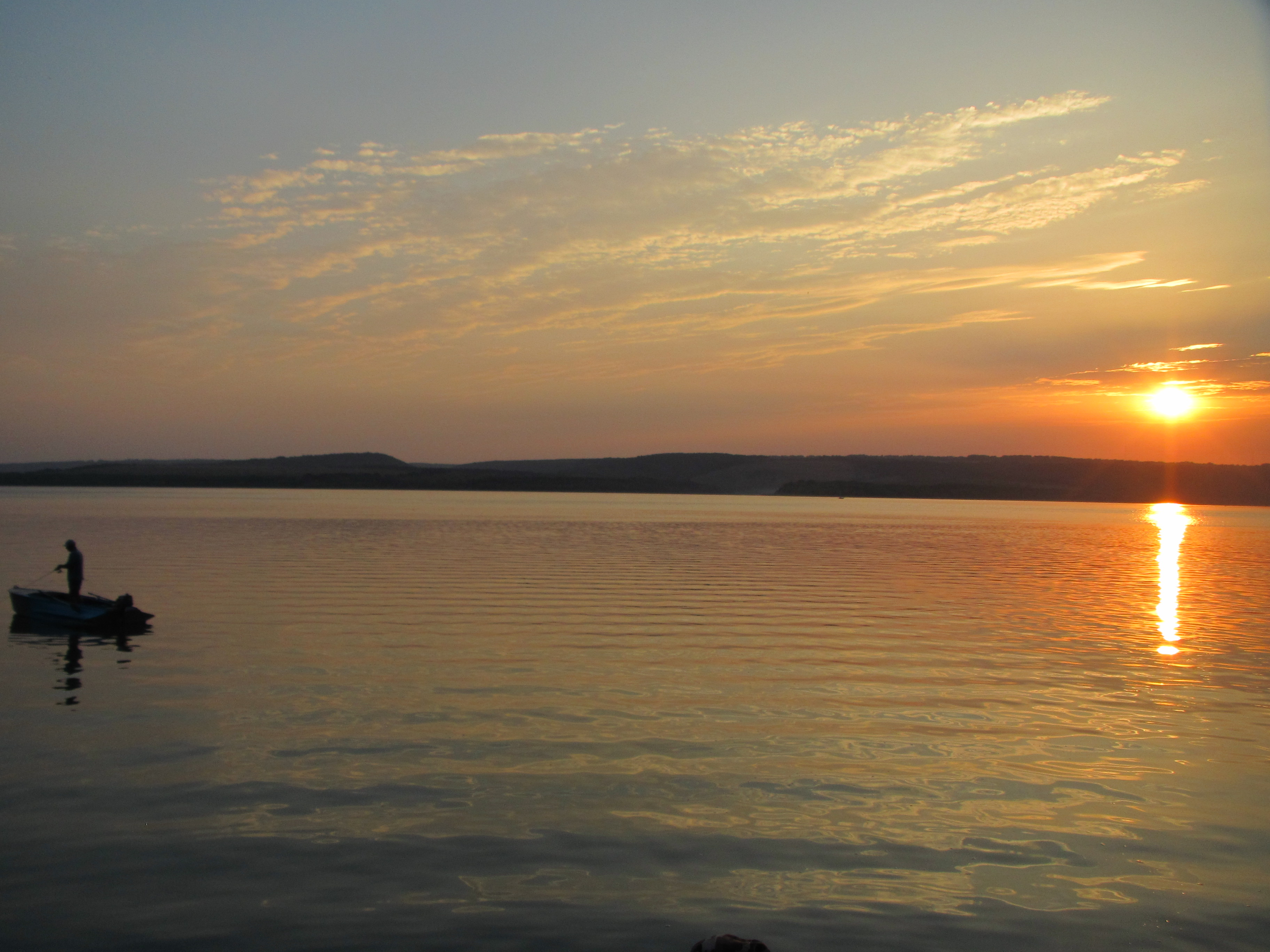
Захід сонця на Дністрі в Бакоті